# Danh sách đơn vị hành chính cấp huyện của Trung Quốc
Đây là danh sách tất cả các huyện (trong đó có cả các huyện tự trị, các kỳ và các kỳ tự trị) cùng với các thành phố cấp huyện (tiếng Trung: 县级市; bính âm: xianjí shì) và các quận (tiếng Trung: (市辖)区; bính âm: (shìxiá) qū) ở Trung Quốc.

## Danh sách quận

### Quận cấp phó tỉnh
- Thượng Hải: Phố Đông (浦东新区)
- Thiên Tân: Tân Hải (滨海新区)

### Quận của thành phố trực thuộc Trung ương
- Bắc Kinh: Đông Thành (东城区), Tây Thành (西城区), Triều Dương (朝阳区), Phong Đài (丰台区), Thạch Cảnh Sơn (石景山区), Hải Điến (海淀区), Môn Đầu Câu (门头沟区), Phòng Sơn (房山区), Thông Châu (通州区), Thuận Nghĩa (顺义区), Xương Bình (昌平区), Đại Hưng (大兴区), Hoài Nhu (怀柔区), Bình Cốc (平谷区), Mật Vân (密云区), Diên Khánh (延庆区)
- Thiên Tân: Hòa Bình (和平区), Tân Hải (滨海新区), Hà Đông (河东区), Hà Tây (河西区), Nam Khai (南开区), Hà Bắc (河北区), Hồng Kiều (红桥区), Đông Lệ (东丽区), Tây Thanh (西青区), Tân Nam (津南区), Bắc Thần (北辰区), Vũ Thanh (武清区), Bảo Trì (宝坻区), Ninh Hà (宁河区), Tĩnh Hải (静海区), Kế Châu (蓟州区)
- Trùng Khánh: Vạn Châu (万州区), Phù Lăng (涪陵区), Du Trung (渝中区), Đại Độ Khẩu (大渡口区), Giang Bắc (江北区), Sa Bình Bá (沙坪坝区), Cửu Long Pha (九龙坡区), Nam Ngạn (南岸区), Bắc Bội (北碚区), Kỳ Giang (綦江区), Đại Túc (大足区), Du Bắc (渝北区), Ba Nam (巴南区), Kiềm Giang (黔江区), Trường Thọ (长寿区), Giang Tân (江津区), Hợp Xuyên (合川区), Vĩnh Xuyên (永川区), Nam Xuyên (南川区), Bích Sơn (璧山区), Đồng Lương (铜梁区), Đồng Nam (潼南区), Vinh Xương (荣昌区), Khai Châu (开州区), Lương Bình (梁平区), Vũ Long (武隆区)
- Thượng Hải: Hoàng Phố (黄浦区), Phố Đông (浦东新区), Từ Hối (徐汇区), Trường Ninh (长宁区), Tĩnh An (静安区), Phổ Đà (普陀区), Hồng Khẩu (虹口区), Dương Phố (杨浦区), Mẫn Hàng (闵行区), Bảo Sơn (宝山区), Gia Định (嘉定区), Kim Sơn (金山区), Tùng Giang (松江区), Thanh Phố (青浦区), Phụng Hiền (奉贤区), Sùng Minh (崇明区)

### Quận của thành phố cấp phó tỉnh
- Nam Kinh: Huyền Vũ (玄武区), Tần Hoài (秦淮区), Kiến Nghiệp (建邺区), Cổ Lâu (鼓楼区), Phổ Khẩu (浦口区), Thê Hà (栖霞区), Vũ Hoa Đài (雨花台区), Giang Ninh (江宁区), Lục Hợp (六合区), Lật Thủy (溧水区), Cao Thuần (高淳区)
- Hàng Châu: Thượng Thành (上城区), Tiền Đường (钱塘区), Lâm Bình (临平区), Củng Thự (拱墅区), Tây Hồ (西湖区), Tân Giang (滨江区), Tiêu Sơn (萧山区), Dư Hàng (余杭区), Phú Dương (富阳区), Lâm An (临安区)
- Tế Nam: Lịch Hạ (历下区), Thị Trung (市中区), Hòe Ấm (槐荫区), Thiên Kiều (天桥区), Lịch Thành (历城区), Trường Thanh (长清区), Chương Khâu (章丘区), Tế Dương (济阳区), Lai Vu (莱芜区), Cương Thành (钢城区)
- Thanh Đảo: Thị Nam (市南区), Thị Bắc (市北区), Hoàng Đảo (黄岛区), Lao Sơn (崂山区), Lý Thương (李沧区), Thành Dương (城阳区), Tức Mặc (即墨区)
- Ninh Ba: Hải Thự (海曙区), Giang Bắc (江北区), Bắc Lôn (北仑区), Trấn Hải (镇海区), Ngân Châu (鄞州区), Phụng Hóa (奉化区)
- Hạ Môn: Tư Minh (思明区), Hải Thương (海沧区), Hồ Lý (湖里区), Tập Mỹ (集美区), Đồng An (同安区), Tường An (翔安区)
- Thẩm Dương: Hòa Bình (和平区), Thẩm Hà (沈河区), Đại Đông (大东区), Hoàng Cô (皇姑区), Thiết Tây (铁西区), Tô Gia Đồn (苏家屯区), Hồn Nam (浑南区), Thẩm Bắc (沈北新区), Vu Hồng (于洪区), Liêu Trung (辽中区)
- Đại Liên: Trung Sơn (中山区), Tây Cương (西岗区), Sa Hà Khẩu (沙河口区), Cam Tỉnh Tử (甘井子区), Lữ Thuận Khẩu (旅顺口区), Kim Châu (金州区), Phổ Lan Điếm (普兰店区)
- Trường Xuân: Nam Quan (南关区), Khoan Thành (宽城区), Triều Dương (朝阳区), Nhị Đạo (二道区), Lục Viên (绿园区), Song Dương (双阳区), Cửu Đài (九台区)
- Cáp Nhĩ Tân: Đạo Lý (道里区), Nam Cương (南岗区), Đạo Ngoại (道外区), Bình Phòng (平房区), Tùng Bắc (松北区), Hương Phường (香坊区), Hô Lan (呼兰区), A Thành (阿城区), Song Thành (双城区)
- Vũ Hán: Giang Ngạn (江岸区), Giang Hán (江汉区), Kiều Khẩu (硚口区), Hán Dương (汉阳区), Vũ Xương (武昌区), Thanh Sơn (青山区), Hồng Sơn (洪山区), Đông Tây Hồ (东西湖区), Hán Nam (汉南区), Thái Điện (蔡甸区), Giang Hạ (江夏区), Hoàng Bi (黄陂区), Tân Châu (新洲区)
- Thành Đô: Cẩm Giang (锦江区), Thanh Dương (青羊区), Kim Ngưu (金牛区), Vũ Hầu (武侯区), Thành Hoa (成华区), Long Tuyền Dịch (龙泉驿区), Thanh Bạch Giang (青白江区), Tân Đô (新都区), Ôn Giang (温江区), Song Lưu (双流区), Bì Đô (郫都区), Tân Tân (新津区)
- Tây An: Tân Thành (新城区), Bi Lâm (碑林区), Liên Hồ (莲湖区), Bá Kiều (灞桥区), Vị Ương (未央区), Nhạn Tháp (雁塔区), Diêm Lương (阎良区), Lâm Đồng (临潼区), Trường An (长安区), Cao Lăng (高陵区), Hộ Ấp (鄠邑区)
- Quảng Châu: Việt Tú (越秀区), Lệ Loan (荔湾区), Hải Châu (海珠区), Thiên Hà (天河区), Bạch Vân (白云区), Hoàng Phố (黄埔区), Phiên Ngung (番禺区), Hoa Đô (花都区), Nam Sa (南沙区), Tăng Thành (增城区), Tùng Hóa (从化区)
- Thâm Quyến: La Hồ (罗湖区), Phúc Điền (福田区), Nam Sơn (南山区), Bảo An (宝安区), Long Cương (龙岗区), Diêm Điền (盐田区), Long Hoa (龙华区), Bình Sơn (坪山区), Quang Minh (光明区)

### Quận của thành phố cấp địa khu
Tỉnh Hà Bắc
- Thạch Gia Trang: Trường An (长安区), Kiều Tây (桥西区), Tân Hoa (新华区), Tỉnh Hình (井陉矿区), Dụ Hoa (裕华区), Cảo Thành (藁城区), Lộc Tuyền (鹿泉区), Loan Thành (栾城区)
- Đường Sơn: Lộ Nam (路南区), Lộ Bắc (路北区), Cổ Dã (古冶区), Khai Bình (开平区), Phong Nam (丰南区), Phong Nhuận (丰润区), Tào Phi Điện (曹妃甸区)
- Tần Hoàng Đảo: Hải Cảng (海港区), Sơn Hải Quan (山海关区), Bắc Đới Hà (北戴河区), Phủ Ninh (抚宁区)
- Hàm Đan: Hàm Sơn (邯山区), Tùng Đài (丛台区), Phục Hưng (复兴区), Phong Phong (峰峰矿区), Phì Hương (肥乡区), Vĩnh Niên (永年区)
- Hình Đài: Tương Đô (襄都区), Tín Đô (信都区), Nhâm Trạch (任泽区), Nam Hòa (南和区)
- Bảo Định: Tranh Tú (竞秀区), Liên Trì (莲池区), Mãn Thành (满城区), Thanh Uyển (清苑区), Từ Thủy (徐水区)
- Trương Gia Khẩu: Kiều Đông (桥东区), Kiều Tây (桥西区), Tuyên Hóa (宣化区), Hạ Hoa Viên (下花园区), Vạn Toàn (万全区), Sùng Lễ (崇礼区)
- Thừa Đức: Song Kiều (双桥区), Song Loan (双滦区), Ưng Thủ Doanh Tử (鹰手营子矿区)
- Thương Châu: Tân Hoa (新华区), Vận Hà (运河区)
- Lang Phường: An Thứ (安次区), Quảng Dương (广阳区)
- Hành Thủy: Đào Thành (桃城区), Ký Châu (冀州区)

Tỉnh Sơn Tây
- Thái Nguyên: Tiểu Điếm (小店区), Nghênh Trạch (迎泽区), Hạnh Hoa Lĩnh (杏花岭区), Tiêm Thảo Bình (尖草坪区), Vạn Bách Lâm (万柏林区), Tấn Nguyên (晋源区)
- Đại Đồng: Tân Vinh (新荣区), Bình Thành (平城区), Vân Cương (云冈区), Vân Châu (云州区)
- Dương Tuyền: Thành (城区), Khoáng (矿区), Giao (郊区)
- Trường Trị: Lộ Châu (潞州区), Thượng Đảng (上党区), Đồn Lưu (屯留区), Lộ Thành (潞城区)
- Tấn Thành: Thành (城区)
- Sóc Châu: Sóc Thành (朔城区), Bình Lỗ (平鲁区)
- Tấn Trung: Du Thứ (榆次区), Thái Cốc (太谷区)
- Vận Thành: Diêm Hồ (盐湖区)
- Hãn Châu: Hãn Phủ (忻府区)
- Lâm Phần: Nghiêu Đô (尧都区)
- Lữ Lương: Ly Thạch (离石区)

Khu tự trị Nội Mông
- Hohhot: Tân Thành (新城区), Hồi Dân (回民区), Ngọc Tuyền (玉泉区), Tái Hãn (赛罕区)
- Bao Đầu: Đông Hà (东河区), Côn Đô Luân (昆都仑区), Thanh Sơn (青山区), Thạch Quải (石拐区), Bayan Obo (白云鄂博矿区), Cửu Nguyên (九原区)
- Ô Hải: Hải Bột Loan (海勃湾区), Hải Nan (海南区), Ô Đạt (乌达区)
- Xích Phong: Hồng Sơn (红山区), Nguyên Bảo Sơn (元宝山区), Tùng Sơn (松山区)
- Thông Liêu: Horqin (科尔沁区)
- Ordos: Đông Thắng (东胜区), Khang Ba Thập (康巴什区)
- Hulunbuir: Hailar (海拉尔区), Jalainur (扎赉诺尔区)
- Bayan Nur: Lâm Hà (临河区)
- Ulanqab: Tập Ninh (集宁区)

Tỉnh Liêu Ninh
- An Sơn: Thiết Đông (铁东区), Thiết Tây (铁西区), Lập Sơn (立山区), Thiên Sơn (千山区)
- Phủ Thuận: Tân Phủ (新抚区), Đông Châu (东洲区), Vọng Hoa (望花区), Thuận Thành (顺城区)
- Bản Khê: Bình Sơn (平山区), Khê Hồ (溪湖区), Minh Sơn (明山区), Nam Phân (南芬区)
- Đan Đông: Nguyên Bảo (元宝区), Chấn Hưng (振兴区), Chấn An (振安区)
- Cẩm Châu: Cổ Tháp (古塔区), Lăng Hà (凌河区), Thái Hòa (太和区)
- Dinh Khẩu: Trạm Tiền (站前区), Tây Thị (西市区), Bá Ngư Khuyên (鲅鱼圈区), Lão Biên (老边区)
- Phụ Tân: Hải Châu (海州区), Tân Khâu (新邱区), Thái Bình (太平区), Thanh Hà Môn (清河门区), Tế Hà (细河区)
- Liêu Dương: Bạch Tháp (白塔区), Văn Thánh (文圣区), Hoành Vĩ (宏伟区), Cung Trường Lĩnh (弓长岭区), Thái Tử Hà (太子河区)
- Bàn Cẩm: Song Đài Tử (双台子区), Hưng Long Đài (兴隆台区), Đại Oa (大洼区)
- Thiết Lĩnh: Ngân Châu (银州区), Thanh Hà (清河区)
- Triều Dương: Song Tháp (双塔区), Long Thành (龙城区)
- Hồ Lô Đảo: Liên Sơn (连山区), Long Cảng (龙港区), Nam Phiếu (南票区)

Tỉnh Cát Lâm
- Cát Lâm: Xương Ấp (昌邑区), Long Đàm (龙潭区), Thuyền Doanh (船营区), Phong Mãn (丰满区)
- Tứ Bình: Thiết Tây (铁西区), Thiết Đông (铁东区)
- Liêu Nguyên: Long Sơn (龙山区), Tây An (西安区)
- Thông Hóa: Đông Xương (东昌区), Nhị Đạo Giang (二道江区)
- Bạch Sơn: Hồn Giang (浑江区), Giang Nguyên (江源区)
- Tùng Nguyên: Ninh Giang (宁江区)
- Bạch Thành: Thao Bắc (洮北区)

Tỉnh Hắc Long Giang
- Tề Tề Cáp Nhĩ: Long Sa (龙沙区), Kiến Hoa (建华区), Thiết Phong (铁锋区), Ngang Ngang Khê (昂昂溪区), Phú Lạp Nhĩ Cơ (富拉尔基区), Niễn Tử Sơn (碾子山区), Mai Lý Tư (梅里斯达斡尔族区)
- Kê Tây: Kê Quan (鸡冠区), Hằng Sơn (恒山区), Tích Đạo (滴道区), Lê Thụ (梨树区), Thành Tử Hà (城子河区), Ma Sơn (麻山区)
- Hạc Cương: Hướng Dương (向阳区), Công Nông (工农区), Nam Sơn (南山区), Hưng An (兴安区), Đông Sơn (东山区), Hưng Sơn (兴山区)
- Song Áp Sơn: Tiêm Sơn (尖山区), Lĩnh Đông (岭东区), Tứ Phương Đài (四方台区), Bảo Sơn (宝山区)
- Đại Khánh: Tát Nhĩ Đồ (萨尔图区), Long Phượng (龙凤区), Nhượng Hồ Lộ (让胡路区), Hồng Cương (红岗区), Đại Đồng (大同区)
- Y Xuân: Y Mỹ (伊美区), Ô Thúy (乌翠区), Hữu Hảo (友好区), Kim Lâm (金林区)
- Giai Mộc Tư: Hướng Dương (向阳区), Tiền Tiến (前进区), Đông Phong (东风区), Giao (郊区)
- Thất Đài Hà: Tân Hưng (新兴区), Đào Sơn (桃山区), Gia Tử Hà (茄子河区)
- Mẫu Đơn Giang: Đông An (东安区), Dương Minh (阳明区), Ái Dân (爱民区), Tây An (西安区)
- Hắc Hà: Ái Huy (爱辉区)
- Tuy Hóa: Bắc Lâm (北林区)

Tỉnh Giang Tô
- Vô Tích: Tích Sơn (锡山区), Huệ Sơn (惠山区), Tân Hồ (滨湖区), Lương Khê (梁溪区), Tân Ngô (新吴区)
- Từ Châu: Cổ Lâu (鼓楼区), Vân Long (云龙区), Giả Uông (贾汪区), Tuyền Sơn (泉山区), Đồng Sơn (铜山区)
- Thường Châu: Thiên Ninh (天宁区), Chung Lâu (钟楼区), Tân Bắc (新北区), Vũ Tiến (武进区), Kim Đàn (金坛区)
- Tô Châu: Hổ Khâu (虎丘区), Ngô Trung (吴中区), Tương Thành (相城区), Cô Tô (姑苏区), Ngô Giang (吴江区)
- Nam Thông: Sùng Xuyên (崇川区), Thông Châu (通州区), Hải Môn (海门区)
- Liên Vân Cảng: Liên Vân (连云区), Hải Châu (海州区), Cám Du (赣榆区)
- Hoài An: Hoài An (淮安区), Hoài Âm (淮阴区), Thanh Giang Phố (清江浦区), Hồng Trạch (洪泽区)
- Diêm Thành: Đình Hồ (亭湖区), Diêm Đô (盐都区), Đại Phong (大丰区)
- Dương Châu: Quảng Lăng (广陵区), Hàn Giang (邗江区), Giang Đô (江都区)
- Trấn Giang: Kinh Khẩu (京口区), Nhuận Châu (润州区), Đan Đồ (丹徒区)
- Thái Châu: Hải Lăng (海陵区), Cao Cảng (高港区), Khương Yển (姜堰区)
- Túc Thiên: Túc Thành (宿城区), Túc Dự (宿豫区)

Tỉnh Chiết Giang
- Ôn Châu: Lộc Thành (鹿城区), Long Loan (龙湾区), Âu Hải (瓯海区), Động Đầu (洞头区)
- Gia Hưng: Nam Hồ (南湖区), Tú Châu (秀洲区)
- Hồ Châu: Ngô Hưng (吴兴区), Nam Tầm (南浔区)
- Thiệu Hưng: Việt Thành (越城区), Kha Kiều (柯桥区), Thượng Ngu (上虞区)
- Kim Hoa: Vụ Thành (婺城区), Kim Đông (金东区)
- Cù Châu: Kha Thành (柯城区), Cù Giang (衢江区)
- Chu Sơn: Định Hải (定海区), Phổ Đà (普陀区)
- Thai Châu: Tiêu Giang (椒江区), Hoàng Nham (黄岩区), Lộ Kiều (路桥区)
- Lệ Thủy: Liên Đô (莲都区)

Tỉnh An Huy
- Hợp Phì: Dao Hải (瑶海区), Lư Dương (庐阳区), Thục Sơn (蜀山区), Bao Hà (包河区)
- Vu Hồ: Kính Hồ (镜湖区), Dặc Giang (弋江区), Cưu Giang (鸠江区), Phồn Xương (繁昌区), Loan Chỉ (湾沚区)
- Bạng Phụ: Long Tử Hồ (龙子湖区), Bạng Sơn (蚌山区), Vũ Hội (禹会区), Hoài Thượng (淮上区)
- Hoài Nam: Đại Thông (大通区), Điền Gia Am (田家庵区), Tạ Gia Tập (谢家集区), Bát Công Sơn (八公山区), Phan Tập (潘集区)
- Mã An Sơn: Hoa Sơn (花山区), Vũ Sơn (雨山区), Bác Vọng (博望区)
- Hoài Bắc: Đỗ Tập (杜集区), Tương Sơn (相山区), Liệt Sơn (烈山区)
- Đồng Lăng: Đồng Quan (铜官区), Nghĩa An (义安区), Giao (郊区)
- An Khánh: Nghênh Giang (迎江区), Đại Quan (大观区), Nghi Tú (宜秀区)
- Hoàng Sơn: Đồn Khê (屯溪区), Hoàng Sơn (黄山区), Huy Châu (徽州区)
- Trừ Châu: Lang Gia (琅琊区), Nam Tiếu (南谯区)
- Phụ Dương: Dĩnh Châu (颍州区), Dĩnh Đông (颍东区), Dĩnh Tuyền (颍泉区)
- Túc Châu: Dũng Kiều (埇桥区)
- Lục An: Kim An (金安区), Dục An (裕安区), Diệp Tập (叶集区)
- Bạc Châu: Tiếu Thành (谯城区)
- Trì Châu: Quý Trì (贵池区)
- Tuyên Thành: Tuyên Châu (宣州区)

Tỉnh Phúc Kiến
- Phúc Châu: Cổ Lâu (鼓楼区), Đài Giang (台江区), Thương Sơn (仓山区), Mã Vĩ (马尾区), Tấn An (晋安区), Trường Lạc (长乐区)
- Phủ Điền: Thành Sương (城厢区), Hàm Giang (涵江区), Lệ Thành (荔城区), Tú Tự (秀屿区)
- Tam Minh: Tam Nguyên (三元区), Sa Huyện (沙县区)
- Tuyền Châu: Lý Thành (鲤城区), Phong Trạch (丰泽区), Lạc Giang (洛江区), Tuyền Cảng (泉港区)
- Chương Châu: Hương Thành (芗城区), Long Văn (龙文区), Long Hải (龙海区), Trường Thái (长泰区)
- Nam Bình: Diên Bình (延平区), Kiến Dương (建阳区)
- Long Nham: Tân La (新罗区), Vĩnh Định (永定区)
- Ninh Đức: Tiêu Thành (蕉城区)

Tỉnh Giang Tây
- Nam Xương: Đông Hồ (东湖区), Tây Hồ (西湖区), Thanh Vân Phổ (青云谱区), Hồng Cốc Than (红谷滩区), Thanh Sơn Hồ (青山湖区), Tân Kiến (新建区)
- Cảnh Đức Trấn: Xương Giang (昌江区), Châu Sơn (珠山区)
- Bình Hương: An Nguyên (安源区), Tương Đông (湘东区)
- Cửu Giang: Liêm Khê (濂溪区), Tầm Dương (浔阳区), Sài Tang (柴桑区)
- Tân Dư: Du Thủy (渝水区)
- Ưng Đàm: Nguyệt Hồ (月湖区), Dư Giang (余江区)
- Cám Châu: Chương Cống (章贡区), Nam Khang (南康区), Cám Huyện (赣县区)
- Cát An: Cát Châu (吉州区), Thanh Nguyên (青原区)
- Nghi Xuân: Viên Châu (袁州区)
- Phủ Châu: Lâm Xuyên (临川区), Đông Hương (东乡区)
- Thượng Nhiêu: Tín Châu (信州区), Quảng Phong (广丰区), Quảng Tín (广信区)

Tỉnh Sơn Đông
- Truy Bác: Truy Xuyên (淄川区), Trương Điếm (张店区), Bác Sơn (博山区), Lâm Truy (临淄区), Chu Thôn (周村区)
- Tảo Trang: Thị Trung (市中区), Tiết Thành (薛城区), Dịch Thành (峄城区), Đài Nhi Trang (台儿庄区), Sơn Đình (山亭区)
- Đông Dinh: Đông Dinh (东营区), Hà Khẩu (河口区), Khẩn Lợi (垦利区)
- Yên Đài: Chi Phù (芝罘区), Phúc Sơn (福山区), Mưu Bình (牟平区), Lai Sơn (莱山区), Bồng Lai (蓬莱区)
- Duy Phường: Duy Thành (潍城区), Hàn Đình (寒亭区), Phường Tử (坊子区), Khuê Văn (奎文区)
- Tế Ninh: Nhiệm Thành (任城区), Duyện Châu (兖州区)
- Thái An: Thái Sơn (泰山区), Đại Nhạc (岱岳区)
- Uy Hải: Hoàn Thúy (环翠区), Văn Đăng (文登区)
- Nhật Chiếu: Đông Cảng (东港区), Lam Sơn (岚山区)
- Lâm Nghi: Lan Sơn (兰山区), La Trang (罗庄区), Hà Đông (河东区)
- Đức Châu: Đức Thành (德城区), Lăng Thành (陵城区)
- Liêu Thành: Đông Xương Phủ (东昌府区), Trì Bình (茌平区)
- Tân Châu: Tân Thành (滨城区), Chiêm Hóa (沾化区)
- Hà Trạch: Mẫu Đơn (牡丹区), Định Đào (定陶区)

Tỉnh Hà Nam
- Trịnh Châu: Trung Nguyên (中原区), Nhị Thất (二七区), Quản Thành (管城回族区), Kim Thủy (金水区), Thượng Nhai (上街区), Huệ Tể (惠济区)
- Khai Phong: Long Đình (龙亭区), Thuận Hà (顺河回族区), Cổ Lâu (鼓楼区), Vũ Vương Đài (禹王台区), Tường Phù (祥符区)
- Lạc Dương: Lão Thành (老城区), Tây Công (西工区), Triền Hà (瀍河回族区), Giản Tây (涧西区), Lạc Long (洛龙区), Yển Sư (偃师区), Mạnh Tân (孟津区)
- Bình Đỉnh Sơn: Tân Hoa (新华区), Vệ Đông (卫东区), Thạch Long (石龙区), Trạm Hà (湛河区)
- An Dương: Văn Phong (文峰区), Bắc Quan (北关区), Ân Đô (殷都区), Long An (龙安区)
- Hạc Bích: Hạc Sơn (鹤山区), Sơn Thành (山城区), Kỳ Tân (淇滨区)
- Tân Hương: Hồng Kỳ (红旗区), Vệ Tân (卫滨区), Phượng Tuyền (凤泉区), Mục Dã (牧野区)
- Tiêu Tác: Giải Phóng (解放区), Trung Trạm (中站区), Mã Thôn (马村区), Sơn Dương (山阳区)
- Bộc Dương: Hoa Long (华龙区)
- Hứa Xương: Ngụy Đô (魏都区), Kiến An (建安区)
- Tháp Hà: Nguyên Hối (源汇区), Yển Thành (郾城区), Triệu Lăng (召陵区)
- Tam Môn Hiệp: Hồ Tân (湖滨区), Thiểm Châu (陕州区)
- Nam Dương: Uyển Thành (宛城区), Ngọa Long (卧龙区)
- Thương Khâu: Lương Viên (梁园区), Tuy Dương (睢阳区)
- Tín Dương: Sư Hà (浉河区), Bình Kiều (平桥区)
- Chu Khẩu: Xuyên Vị (川汇区), Hoài Dương (淮阳区)
- Trú Mã Điếm: Dịch Thành (驿城区)

Tỉnh Hồ Bắc
- Hoàng Thạch: Hoàng Thạch Cảng (黄石港区), Tây Tắc Sơn (西塞山区), Hạ Lục (下陆区), Thiết Sơn (铁山区)
- Thập Yển: Mao Tiễn (茅箭区), Trương Loan (张湾区), Vân Dương (郧阳区)
- Nghi Xương: Tây Lăng (西陵区), Ngũ Gia Cương (伍家岗区), Điểm Quân (点军区), Khiêu Đình (猇亭区), Di Lăng (夷陵区)
- Tương Dương: Tương Thành (襄城区), Phàn Thành (樊城区), Tương Châu (襄州区)
- Ngạc Châu: Lương Tử Hồ (梁子湖区), Hoa Dung (华容区), Ngạc Thành (鄂城区)
- Kinh Môn: Đông Bảo (东宝区), Xuyết Đao (掇刀区)
- Hiếu Cảm: Hiếu Nam (孝南区)
- Kinh Châu: Sa Thị (沙市区), Kinh Châu (荆州区)
- Hoàng Cương: Hoàng Châu (黄州区)
- Hàm Ninh: Hàm An (咸安区)
- Tùy Châu: Tăng Đô (曾都区)

Tỉnh Hồ Nam
- Trường Sa: Phù Dung (芙蓉区), Thiên Tâm (天心区), Nhạc Lộc (岳麓区), Khai Phúc (开福区), Vũ Hoa (雨花区), Vọng Thành (望城区)
- Chu Châu: Hà Đường (荷塘区), Lô Tùng (芦淞区), Thạch Phong (石峰区), Thiên Nguyên (天元区), Lục Khẩu (渌口区)
- Tương Đàm: Vũ Hồ (雨湖区), Nhạc Đường (岳塘区)
- Hành Dương: Châu Huy (珠晖区), Nhạn Phong (雁峰区), Thạch Cổ (石鼓区), Chưng Tương (蒸湘区), Nam Nhạc (南岳区)
- Thiệu Dương: Song Thanh (双清区), Đại Tường (大祥区), Bắc Tháp (北塔区)
- Nhạc Dương: Nhạc Dương Lâu (岳阳楼区), Vân Khê (云溪区), Quân Sơn (君山区)
- Thường Đức: Vũ Lăng (武陵区), Đỉnh Thành (鼎城区)
- Trương Gia Giới: Vĩnh Định (永定区), Vũ Lăng Nguyên (武陵源区)
- Ích Dương: Tư Dương (资阳区), Hách Sơn (赫山区)
- Sâm Châu: Bắc Hồ (北湖区), Tô Tiên (苏仙区)
- Vĩnh Châu: Linh Lăng (零陵区), Lãnh Thủy Than (冷水滩区)
- Hoài Hóa: Hạc Thành (鹤城区)
- Lâu Để: Lâu Tinh (娄星区)

Tỉnh Quảng Đông
- Thiều Quan: Vũ Giang (武江区), Trinh Giang (浈江区), Khúc Giang (曲江区)
- Châu Hải: Hương Châu (香洲区), Đẩu Môn (斗门区), Kim Loan (金湾区)
- Sán Đầu: Long Hồ (龙湖区), Kim Bình (金平区), Hào Giang (濠江区), Triều Dương (潮阳区), Triều Nam (潮南区), Trừng Hải (澄海区)
- Phật Sơn: Thiền Thành (禅城区), Nam Hải (南海区), Thuận Đức (顺德区), Tam Thủy (三水区), Cao Minh (高明区)
- Giang Môn: Bồng Giang (蓬江区), Giang Hải (江海区), Tân Hội (新会区)
- Trạm Giang: Xích Khảm (赤坎区), Hà Sơn (霞山区), Pha Đầu (坡头区), Ma Chương (麻章区)
- Mậu Danh: Mậu Nam (茂南区), Điện Bạch (电白区)
- Triệu Khánh: Đoan Châu (端州区), Đỉnh Hồ (鼎湖区), Cao Yếu (高要区)
- Huệ Châu: Huệ Thành (惠城区), Huệ Dương (惠阳区)
- Mai Châu: Mai Giang (梅江区), Mai Huyện (梅县区)
- Sán Vĩ: Thành (城区)
- Hà Nguyên: Nguyên Thành (源城区)
- Dương Giang: Giang Thành (江城区), Dương Đông (阳东区)
- Thanh Viễn: Thanh Thành (清城区), Thanh Tân (清新区)
- Triều Châu: Tương Kiều (湘桥区), Triều An (潮安区)
- Yết Dương: Dong Thành (榕城区), Yết Đông (揭东区)
- Vân Phù: Vân Thành (云城区), Vân An (云安区)

Khu tự trị dân tộc Choang: Quảng Tây
- Nam Ninh: Hưng Ninh (兴宁区), Thanh Tú (青秀区), Giang Nam (江南区), Tây Hương Đường (西乡塘区), Lương Khánh (良庆区), Ung Ninh (邕宁区), Vũ Minh (武鸣区)
- Liễu Châu: Thành Trung (城中区), Ngư Phong (鱼峰区), Liễu Nam (柳南区), Liễu Bắc (柳北区), Liễu Giang (柳江区)
- Quế Lâm: Tú Phong (秀峰区), Điệp Thái (叠彩区), Tượng Sơn (象山区), Thất Tinh (七星区), Nhạn Sơn (雁山区), Lâm Quế (临桂区)
- Ngô Châu: Vạn Tú (万秀区), Trường Châu (长洲区), Long Vu (龙圩区)
- Bắc Hải: Hải Thành (海城区), Ngân Hải (银海区), Thiết Sơn Cảng (铁山港区)
- Phòng Thành Cảng: Cảng Khẩu (港口区), Phòng Thành (防城区)
- Khâm Châu: Khâm Nam (钦南区), Khâm Bắc (钦北区)
- Quý Cảng: Cảng Bắc (港北区), Cảng Nam (港南区), Đàm Đường (覃塘区)
- Ngọc Lâm: Ngọc Châu (玉州区), Phúc Miên (福绵区)
- Bách Sắc: Hữu Giang (右江区), Điền Dương (田阳区)
- Hạ Châu: Bát Bộ (八步区), Bình Quế (平桂区)
- Hà Trì: Kim Thành Giang (金城江区), Nghi Châu (宜州区)
- Lai Tân: Hưng Tân (兴宾区)
- Sùng Tả: Giang Châu (江州区)

Tỉnh Hải Nam
- Hải Khẩu: Tú Anh (秀英区), Long Hoa (龙华区), Quỳnh Sơn (琼山区), Mỹ Lan (美兰区)
- Tam Á: Hải Đường (海棠区), Cát Dương (吉阳区), Thiên Nhai (天涯区), Nhai Châu (崖州区)

Tỉnh Tứ Xuyên
- Tự Cống: Tự Lưu Tỉnh (自流井区), Cống Tỉnh (贡井区), Đại An (大安区), Duyên Than (沿滩区)
- Phàn Chi Hoa: Đông Khu (东区), Tây Khu (西区), Nhân Hoà (仁和区)
- Lô Châu: Giang Dương (江阳区), Nạp Khê (纳溪区), Long Mã Đàm (龙马潭区)
- Đức Dương: Tinh Dương (旌阳区), La Giang (罗江区)
- Miên Dương: Phù Thành (涪城区), Du Tiên (游仙区), An Châu (安州区)
- Quảng Nguyên: Lợi Châu (利州区), Chiêu Hóa (昭化区), Triều Thiên (朝天区)
- Toại Ninh: Thuyền Sơn (船山区), An Cư (安居区)
- Nội Giang: Thị Trung (市中区), Đông Hưng (东兴区)
- Lạc Sơn: Thị Trung (市中区), Sa Loan (沙湾区), Ngũ Thông Kiều (五通桥区), Kim Khẩu Hà (金口河区)
- Nam Sung: Thuận Khánh (顺庆区), Cao Bình (高坪区), Gia Lăng (嘉陵区)
- Mi Sơn: Đông Pha (东坡区), Bành Sơn (彭山区)
- Nghi Tân: Thúy Bình (翠屏区), Nam Khê (南溪区), Tự Châu (叙州区)
- Quảng An: Quảng An (广安区), Tiền Phong (前锋区)
- Đạt Châu: Thông Xuyên (通川区), Đạt Xuyên (达川区)
- Nhã An: Vũ Thành (雨城区), Danh Sơn (名山区)
- Ba Trung: Ba Châu (巴州区), Ân Dương (恩阳区)
- Tư Dương: Nhạn Giang (雁江区)

Tỉnh Quý Châu
- Quý Dương: Nam Minh (南明区), Vân Nham (云岩区), Hoa Khê (花溪区), Ô Đang (乌当区), Bạch Vân (白云区), Quan Sơn Hồ (观山湖区)
- Lục Bàn Thủy: Chung Sơn (钟山区), Thủy Thành (水城区), Lục Chi (六枝特区)
- Tuân Nghĩa: Hồng Hoa Cương (红花岗区), Hối Xuyên (汇川区), Bá Châu (播州区)
- An Thuận: Tây Tú (西秀区), Bình Bá (平坝区)
- Tất Tiết: Thất Tinh Quan (七星关区)
- Đồng Nhân: Bích Giang (碧江区), Vạn Sơn (万山区)

Tỉnh Vân Nam
- Côn Minh: Ngũ Hoa (五华区), Bàn Long (盘龙区), Quan Độ (官渡区), Tây Sơn (西山区), Đông Xuyên (东川区), Trình Cống (呈贡区), Tấn Ninh (晋宁区)
- Khúc Tĩnh: Kỳ Lân (麒麟区), Triêm Ích (沾益区), Mã Long (马龙区)
- Ngọc Khê: Hồng Tháp (红塔区), Giang Xuyên (江川区)
- Bảo Sơn: Long Dương (隆阳区)
- Chiêu Thông: Chiêu Dương (昭阳区)
- Lệ Giang: Cổ Thành (古城区)
- Phổ Nhĩ: Tư Mao (思茅区)
- Lâm Thương: Lâm Tường (临翔区)

Khu tự trị Tây Tạng
- Lhasa: Thành Quan (城关区), Doilungdêqên (堆龙德庆区), Dagzê (达孜区)
- Xigazê: Samzhubzê (桑珠孜区)
- Qamdo: Karuo (卡若区)
- Nyingchi: Bayi (巴宜区)
- Sơn Nam: Nêdong (乃东区)
- Nagqu: Seni (色尼区)

Tỉnh Thiểm Tây
- Đồng Xuyên: Vương Ích (王益区), Ấn Đài (印台区), Diệu Châu (耀州区)
- Bảo Kê: Vị Tân (渭滨区), Kim Đài (金台区), Trần Thương (陈仓区), Phượng Tường (凤翔区)
- Hàm Dương: Tần Đô (秦都区), Dương Lăng (杨陵区), Vị Thành (渭城区)
- Vị Nam: Lâm Vị (临渭区), Hóa Châu (华州区)
- Diên An: Bảo Tháp (宝塔区), An Tắc (安塞区)
- Hán Trung: Hán Đài (汉台区), Nam Trịnh (南郑区)
- Du Lâm: Du Dương (榆阳区), Hoành Sơn (横山区)
- An Khang: Hán Tân (汉滨区)
- Thương Lạc: Thương Châu (商州区)

Tỉnh Cam Túc
- Lan Châu: Thành Quan (城关区), Thất Lý Hà (七里河区), Tây Cố (西固区), An Ninh (安宁区), Hồng Cổ (红古区)
- Kim Xương: Kim Xuyên (金川区)
- Bạch Ngân: Bạch Ngân (白银区), Bình Xuyên (平川区)
- Thiên Thủy: Tần Châu (秦州区), Mạch Tích (麦积区)
- Vũ Uy: Lương Châu (凉州区)
- Trương Dịch: Cam Châu (甘州区)
- Bình Lương: Không Đồng (崆峒区)
- Tửu Tuyền: Túc Châu (肃州区)
- Khánh Dương: Tây Phong (西峰区)
- Định Tây: An Định (安定区)
- Lũng Nam: Vũ Đô (武都区)

Tỉnh Thanh Hải
- Tây Ninh: Thành Đông (城东区), Thành Trung (城中区), Thành Tây (城西区), Thành Bắc (城北区), Hoàng Trung (湟中区)
- Hải Đông: Lạc Đô (乐都区), Bình An (平安区)

Khu tự trị dân tộc Hồi: Ninh Hạ
- Ngân Xuyên: Hưng Khánh (兴庆区), Tây Hạ (西夏区), Kim Phượng (金凤区)
- Thạch Chủy Sơn: Đại Vũ Khẩu (大武口区), Huệ Nông (惠农区)
- Ngô Trung: Lợi Thông (利通区), Hồng Tự Bảo (红寺堡区)
- Cố Nguyên: Nguyên Châu (原州区)
- Trung Vệ: Sa Pha Đầu (沙坡头区)

Khu tự trị người Duy Ngô Nhĩ: Tân Cương
- Ürümqi: Thiên Sơn (天山区), Saybagh (沙依巴克区), Tân Thị (新市区), Thủy Ma Câu (水磨沟区), Đầu Đồn Hà (头屯河区), Đạt Phản Thành (达坂城区), Mễ Đông (米东区)
- Karamay: Độc Sơn Tử (独山子区), Karamay (克拉玛依区), Bạch Thiêm Than (白碱滩区), Urho (乌尔禾区)
- Turfan: Cao Xương (高昌区)
- Kumul: Y Châu (伊州区)

### Quận của địa khu
Tỉnh Hắc Long Giang
- Đại Hưng An Lĩnh: Gia Cách Đạt Kỳ (加格达奇区), Tùng Lĩnh (松岭区), Tân Lâm (新林区), Hô Trung (呼中区)

### Quận dân tộc
- Hà Nam
  - quận của người dân tộc Hồi: Triền Hà (瀍河回族区) trực thuộc thành phố cấp địa khu Lạc Dương
  - quận của người dân tộc Hồi: Quản Thành (管城回族区) trực thuộc thành phố cấp địa khu Trịnh Châu
  - quận của người dân tộc Hồi: Thuận Hà (顺河回族区) trực thuộc thành phố cấp địa khu Khai Phong
- Hắc Long Giang
  - quận của người dân tộc Daur: Mai Lý Tư (梅里斯达斡尔族区) trực thuộc thành phố cấp địa khu Tề Tề Cáp Nhĩ
- Nội Mông
  - quận của người dân tộc Hồi: Hồi Dân (回民区) trực thuộc thành phố cấp địa khu Hohhot

### Khu trực thuộc tỉnh
- Tỉnh Hồ Bắc: lâm khu Thần Nông Giá (神农架林区)

### Đặc khu cấp huyện
- Quý Châu: đặc khu Lục Chi (六枝特区) trực thuộc thành phố cấp địa khu Lục Bàn Thủy

### Phó quận
- Thâm Quyến
  - Phó quận Đại Bằng nằm ở quận Long Cương, do thành phố Thâm Quyến trực tiếp quản lí
- Bắc Kinh
  - Địa khu cấp phó quận Yến Sơn trực thuộc quận Phòng Sơn

### Khu trực thuộc huyện
- Hà Bắc: Nam Sơn (南山区) trực thuộc huyện Trác Lộc, thành phố cấp địa khu Trương Gia Khẩu

## Danh sách thành phố cấp phó địa khu

### Thành phố cấp phó địa khu trực thuộc tỉnh
- Tỉnh Hà Nam: Tế Nguyên (济源市)
- Tỉnh Hồ Bắc: Tiên Đào (仙桃市), Tiềm Giang (潜江市), Thiên Môn (天门市)
- Tỉnh Hải Nam: Văn Xương (文昌市), Quỳnh Hải (琼海市), Vạn Ninh (万宁市), Đông Phương (东方市), Ngũ Chỉ Sơn (五指山市)

### Thành phố cấp phó địa khu thuộc đơn vị hành chính cấp địa khu
- Hà Nam: Đặng Châu (邓州市), Củng Nghĩa (巩义市), Nhữ Châu (汝州市), Vĩnh Thành (永城市)
- Quảng Đông: Phổ Ninh (普宁市), Lục Phong (陆丰市), Nam Hùng (南雄市), Anh Đức (英德市), Cao Châu (高州市), Dương Xuân (阳春市), La Định (罗定市)
- Chiết Giang: Nghĩa Ô (义乌市), Hải Ninh (海宁市), Chư Kỵ (诸暨市)
- An Huy: Đồng Thành (桐城市)
- Hồ Nam: Lãnh Thủy Giang (冷水江市), Lỗi Dương (耒阳市), Thiệu Đông (邵东市), Thiều Sơn (韶山市)
- Thiểm Tây: Hàn Thành (韩城市), Thần Mộc (神木市)
- Sơn Đông: Giao Châu (胶州市), Lai Tây (莱西市)
- Hà Bắc: Tam Hà (三河市), Thiên An (迁安市), Tân Tập (辛集市), Định Châu (定州市)
- Giang Tô: Côn Sơn (昆山市), Thái Hưng (泰兴市)
- Tứ Xuyên: Miên Trúc (绵竹市)
- Quý Châu: Nhân Hoài (仁怀市)
- Cam Túc: Đôn Hoàng (敦煌市), Ngọc Môn (玉门市)
- Cát Lâm: Hồn Xuân (珲春市), Mai Hà Khẩu (梅河口市), Công Chúa Lĩnh (公主岭市)
- Giang Tây: Thụy Kim (瑞金市), Cộng Thanh Thành (共青城市), Phong Thành (丰城市)
- Thanh Hải: Golmud (格尔木市)
- Hắc Long Giang: Mạc Hà (漠河市), Phủ Viễn (抚远市), Tuy Phân Hà (绥芬河市)
- Quảng Tây: Bằng Tường (凭祥市)
- Tân Cương: A Lạp Sơn Khẩu (阿拉山口市)
- Nội Mông: Mãn Châu Lý (满洲里市), Erenhot (二连浩特市)

## Danh sách thành phố cấp huyện

### Thành phố cấp huyện do đơn vị hành chính cấp tỉnh trực tiếp quản lí
- Khu tự trị của người Duy Ngô Nhĩ: Tân Cương：Thạch Hà Tử (石河子市), Aral (阿拉尔市), Tumxuk (图木舒克市), Ngũ Gia Cừ (五家渠市), Bắc Đồn (北屯市), Thiết Môn Quan (铁门关市), Song Hà (双河市), Kokdala (可克达拉市), Côn Ngọc (昆玉市), Hồ Dương Hà (胡杨河市), Tân Tinh (新星市), Bạch Dương (白杨市).

### Thành phố cấp huyện trực thuộc đơn vị hành chính cấp địa khu
- An Huy: Sào Hồ (巢湖市), Vô Vi (无为市), Tiềm Sơn (潜山市), Minh Quang (明光市), Thiên Trường (天长市), Giới Thủ (界首市), Quảng Đức (广德市), Ninh Quốc (宁国市)
- Phúc Kiến: Phúc Thanh (福清市), Thiệu Vũ (邵武市), Vũ Di Sơn (武夷山市), Kiến Âu (建瓯市), Vĩnh An (永安市), Thạch Sư (石狮市), Tấn Giang (晋江市), Nam An (南安市), Chương Bình (漳平市), Phúc An (福安市), Phúc Đỉnh (福鼎市)
- Cam Túc: Hoa Đình (华亭市), Lâm Hạ (临夏市), Hợp Tác (合作市)
- Quảng Đông: Liên Châu (連州市), Lạc Xương (樂昌市), Hưng Ninh (興寧市), Ân Bình (恩平市), Đài Sơn (台山市), Khai Bình (开平市), Hạc Sơn (鶴山市), Tứ Hội (四會市), Hóa Châu (化州市), Tín Nghi (信宜市), Ngô Xuyên (吳川市), Liêm Giang (廉江市), Lôi Châu (雷州市)
- Hà Bắc:Tấn Châu (晋州市), Tân Lạc (新乐市), Tuân Hóa (遵化市), Loan Châu (滦州市), Vũ An (武安市), Nam Cung (南宫市), Sa Hà (沙河市), Trác Châu (涿州市), An Quốc (安国市), Cao Bi Điếm (高碑店市), Bình Tuyền (平泉市), Bạc Đầu (泊头市), Nhâm Khâu (任丘市), Hoàng Hoa (黄骅市), Hà Gian (河间市), Bá Châu (霸州市), Thâm Châu (深州市)
- Hắc Long Giang: Thượng Chí (尚志市), Ngũ Thường (五常市), Nột Hà (訥河市), Bắc An (北安市), Ngũ Đại Liên Trì (五大连池市), Nộn Giang (嫩江市), Thiết Lực (鐵力市), Đồng Giang (同江市), Phú Cẩm (富錦市), Hổ Lâm (虎林市), Mật Sơn (密山市), Hải Lâm (海林市), Ninh An (寧安市), Mục Lăng (穆棱市), Đông Ninh (东宁市), An Đạt (安達市), Triệu Đông (肇東市), Hải Luân (海伦市)
- Hà Nam: Huỳnh Dương (荥阳市), Tân Trịnh (新郑市), Đăng Phong (登封市), Tân Mật (新密市), Vũ Cương (舞钢市), Lâm Châu (林州市), Vệ Huy (卫辉市), Huy Huyện (辉县市), Trường Viên (长垣市), Mạnh Châu (孟州市), Thấm Dương (沁阳市), Vũ Châu (禹州市), Trường Cát (长葛市), Nghĩa Mã (义马市), Linh Bảo (灵宝市), Hạng Thành (项城市)
- Hồ Bắc: Đan Giang Khẩu (丹江口市), Lão Hà Khẩu (老河口市), Tảo Dương (枣阳市), Nghi Thành (宜城市), Chung Tường (钟祥市), Kinh Sơn (京山市), Hán Xuyên (汉川市), Ứng Thành (应城市), An Lục (安陆市), Ma Thành (麻城市), Vũ Huyệt (武穴市), Đại Dã (大冶市), Xích Bích (赤壁市), Thạch Thủ (石首市), Hồng Hồ (洪湖市), Tùng Tư (松滋市), Nghi Đô (宜都市), Chi Giang (枝江市), Đương Dương (当阳市), Quảng Thủy (广水市), Ân Thi (恩施市), Lợi Xuyên (利川市), Giam Lợi (监利市)
- Hồ Nam: Lưu Dương (浏阳市), Ninh Hương (宁乡市), Thường Ninh (常宁市), Tân Thị (津市市), Nguyên Giang (沅江市), Mịch La (汨罗市), Lâm Tương (临湘市), Lễ Lăng (醴陵市), Tương Hương (湘乡市), Tư Hưng (资兴市), Vũ Cương (武冈市), Hồng Giang (洪江市), Liên Nguyên (涟源市), Cát Thủ (吉首市), Kỳ Dương (祁阳市)
- Giang Tô: Bi Châu (邳州市), Tân Nghi (新沂市), Đông Đài (东台市), Cao Bưu (高邮市), Nghi Chinh (仪征市), Hưng Hóa (兴化市), Tĩnh Giang (靖江市), Như Cao (如皋市), Khải Đông (启东市), Hải An (海安市), Cú Dung (句容市), Dương Trung (扬中市), Đan Dương (丹阳市), Lật Dương (溧阳市), Giang Âm (江阴市), Nghi Hưng (宜兴市), Thường Thục (常熟市), Trương Gia Cảng (张家港市), Thái Thương (太仓市)
- Giang Tây: Thụy Xương (瑞昌市), Lư Sơn (庐山市), Lạc Bình (乐平市), Quý Khê (贵溪市), Đức Hưng (德兴市), Chương Thụ (樟树市), Cao An (高安市), Tỉnh Cương Sơn (井冈山市), Long Nam (龙南市)
- Cát Lâm: Du Thụ (榆树市), Đức Huệ (德惠市), Giao Hà (蛟河市), Hoa Điện (桦甸市), Thư Lan (舒兰市), Bàn Thạch (磐石市), Song Liêu (双辽市), Tập An (集安市), Lâm Giang (临江市), Phù Dư (扶余市), Đại An (大安市), Thao Nam (洮南市), Diên Cát (延吉市), Đồ Môn (图们市), Đôn Hóa (敦化市), Long Tỉnh (龙井市), Hòa Long (和龙市)
- Liêu Ninh: Tân Dân (新民市), Ngõa Phòng Điếm (瓦房店市), Trang Hà (庄河市), Hải Thành (海城市), Đan Đông (东港市), Phượng Thành (凤城市), Lăng Hải (凌海市), Bắc Trấn (北镇市), Cái Châu (盖州市), Đại Thạch Kiều (大石桥市), Đăng Tháp (灯塔市), Điệu Binh Sơn (调兵山市), Khai Nguyên (开原市), Bắc Phiếu (北票市), Lăng Nguyên (凌源市), Hưng Thành (兴城市)
- Thanh Hải: Đức Linh Cáp (德令哈市), Mang Nhai (茫崖市), Ngọc Thụ (玉树市), Đồng Nhân (同仁市)
- Thiểm Tây: Tử Trường (子长市), Hóa Âm (华阴市), Hưng Bình (兴平市), Bân Châu (彬州市), Tuần Dương (旬阳市)
- Sơn Đông: Bình Độ (平度市), Lâm Thanh (临清市), Lạc Lăng (乐陵市), Vũ Thành (禹城市), Cao Mật (高密市), Thanh Châu (青州市), Chư Thành (诸城市), Thọ Quang (寿光市), An Khâu (安丘市), Xương Ấp (昌邑市), Tê Hà (栖霞市), Hải Dương (海阳市), Long Khẩu (龙口市), Lai Dương (莱阳市), Lai Châu (莱州市), Chiêu Viễn (招远市), Vinh Thành (荣成市), Nhũ Sơn (乳山市), Đằng Châu (滕州市), Khúc Phụ (曲阜市), Trâu Thành (邹城市), Tân Thái (新泰市), Phì Thành (肥城市), Châu Bình (邹平市)
- Sơn Tây: Cổ Giao (古交市), Cao Bình (高平市), Hoài Nhân (怀仁市), Giới Hưu (介休市), Vĩnh Tế (永济市), Hà Tân (河津市), Nguyên Bình (原平市), Hầu Mã (侯马市), Hoắc Châu (霍州市), Hiếu Nghĩa (孝义市), Phần Dương (汾阳市)
- Tứ Xuyên: Sùng Châu (崇州市), Cung Lai (邛崍市), Đô Giang Yển (都江堰市), Bành Châu (彭州市), Giang Du (江油市), Thập Phương (什邡市), Quảng Hán (廣漢市), Lãng Trung (閬中市), Hoa Dinh (華鎣市), Xạ Hồng (射洪市), Long Xương (隆昌市), Nga Mi Sơn (峨眉山市), Vạn Nguyên (萬源市), Giản Dương (簡陽市), Tây Xương (西昌市), Khang Định (康定市), Barkam (马尔康市), Hội Lý (会理市)
- Quý Châu: Thanh Trấn (清镇市), Bàn Châu (盘州市), Xích Thủy (赤水市), Khải Lý (凯里市), Đô Quân (都匀市), Phúc Tuyền (福泉市), Hưng Nhân (兴仁市), Hưng Nghĩa (兴义市), Kiềm Tây (黔西市)
- Vân Nam: An Ninh (安寧市), Tuyên Uy (宣威市), Trừng Giang (澄江市), Thủy Phú (水富市), Đằng Xung (腾冲市), Cảnh Hồng (景洪市), Văn Sơn (文山市), Shangri-La (香格里拉市), Sở Hùng (楚雄市), Đại Lý (大理市), Mang (芒市), Thụy Lệ (瑞麗市), Cá Cựu (个旧市), Khai Viễn (開遠市), Mông Tự (蒙自市), Di Lặc (弥勒市), Lô Thủy (泸水市), Lộc Phong (禄丰市)
- Chiết Giang: Kiến Đức (建德市), Từ Khê (慈溪市), Dư Diêu (余姚市), Đồng Hương (桐鄉市), Bình Hồ (平湖市), Thặng Châu (嵊州市), Giang Sơn (江山市), Lan Khê (蘭溪市), Vĩnh Khang (永康市), Đông Dương (東陽市), Lâm Hải (臨海市), Ôn Lĩnh (溫嶺市), Ngọc Hoàn (玉环市), Nhạc Thanh (樂清市), Thụy An (瑞安市), Long Cảng (龍港市), Long Tuyền (龍泉市)
- Quảng Tây: Lệ Phố (荔浦市), Sầm Khê (岑溪市), Quế Bình (桂平市), Bắc Lưu (北流市), Đông Hưng (东兴市), Bình Quả (平果市), Tĩnh Tây (靖西市), Hợp Sơn (合山市), Hoành Châu (横州市)
- Nội Mông: Huolin Gol (霍林郭勒市), Nha Khắc Thạch (牙克石市), Zalantun (扎兰屯市), Ergun (额尔古纳市), Căn Hà (根河市), Phong Trấn (丰镇市), Ulan Hot (乌兰浩特市), Arxan (阿尔山市), Xilinhot (锡林浩特市)
- Khu tự trị dân tộc Hồi Ninh Hạ: Linh Vũ (灵武市), Thanh Đồng Hạp (青铜峡市)
- Khu tự trị Tây Tạng: Thác Na (错那市), Mễ Lâm (米林市)
- Khu tự trị dân tộc Duy Ngô Nhĩ Tân Cương: Tháp Thành (塔城市), Ô Tô (乌苏市), Aksu (阿克苏市), Kuchar (库车市), Altay (阿勒泰市), Kashgar (喀什市), Hòa Điền (和田市), Artux (阿图什市), Korla (库尔勒市), Y Ninh (伊宁市), Kuytun (奎屯市), Khorgas (霍尔果斯市), Xương Cát (昌吉市), Phụ Khang (阜康市), Bác Lạc (博乐市), Sa Loan (沙湾市)

## Danh sách huyện

### Huyện trực thuộc thành phố trực thuộc Trung ương
- Trùng Khánh: Thành Khẩu (城口县), Phong Đô (丰都县), Điếm Giang (垫江县), Trung (忠县), Vân Dương (云阳县), Phụng Tiết (奉节县), Vu Sơn (巫山县), Vu Khê (巫溪县)

### Huyện trực thuộc tỉnh
- Tỉnh Hải Nam: Đồn Xương (屯昌县), Định An (定安县), Trừng Mại (澄迈县), Lâm Cao (临高县)

### Huyện trực thuộc thành phố cấp phó tỉnh
- Cáp Nhĩ Tân: Y Lan (依兰县), Phương Chính (方正县), Tân (宾县), Ba Ngạn (巴彦县), Mộc Lan (木兰县), Thông Hà (通河县), Diên Thọ (延寿县)
- Trường Xuân: Nông An (农安县)
- Thẩm Dương: Khang Bình (康平县), Pháp Khố (法库县)
- Tế Nam: Bình Âm (平阴县), Thương Hà (商河县)
- Hàng Châu: Đồng Lư (桐庐县), Thuần An (淳安县)
- Ninh Ba: Tượng Sơn (象山县), Ninh Hải (宁海县)
- Tây An: Lam Điền (蓝田县), Chu Chí (周至县)
- Thành Đô: Kim Đường (金堂县), Đại Ấp (大邑县), Bồ Giang (蒲江县)
- Đại Liên: Trường Hải (长海县)

### Huyện trực thuộc đơn vị hành chính cấp địa khu
Tỉnh Hà Bắc
- Thạch Gia Trang: Tỉnh Hình (井陉县), Chính Định (正定县), Hành Đường (行唐县), Linh Thọ (灵寿县), Cao Ấp (高邑县), Thâm Trạch (深泽县), Tán Hoàng (赞皇县), Vô Cực (无极县), Bình Sơn (平山县), Nguyên Thị (元氏县), Triệu (赵县)
- Đường Sơn: Loan Nam (滦南县), Lạc Đình (乐亭县), Thiên Tây (迁西县), Ngọc Điền (玉田县)
- Tần Hoàng Đảo: Xương Lê (昌黎县), Lư Long (卢龙县)
- Hàm Đan: Lâm Chương (临漳县), Thành An (成安县), Đại Danh (大名县), Thiệp (涉县), Từ (磁县), Khâu (邱县), Kê Trạch (鸡泽县), Quảng Bình (广平县), Quán Đào (馆陶县), Ngụy (魏县), Khúc Chu (曲周县)
- Hình Đài: Lâm Thành (临城县), Nội Khâu (内丘县), Bách Hương (柏乡县), Long Nghiêu (隆尧县), Ninh Tấn (宁晋县), Cự Lộc (巨鹿县), Tân Hà (新河县), Quảng Tông (广宗县), Bình Hương (平乡县), Uy (威县), Thanh Hà (清河县), Lâm Tây (临西县)
- Bảo Định: Lai Thủy (涞水县), Phụ Bình (阜平县), Định Hưng (定兴县), Đường (唐县), Cao Dương (高阳县), Dung Thành (容城县), Lai Nguyên (涞源县), Vọng Đô (望都县), An Tân (安新县), Dịch (易县), Khúc Dương (曲阳县), Lễ (蠡县), Thuận Bình (顺平县), Bác Dã (博野县), Hùng (雄县)
- Trương Gia Khẩu: Trương Bắc (张北县), Khang Bảo (康保县), Cô Nguyên (沽源县), Thượng Nghĩa (尚义县), Uất (蔚县), Dương Nguyên (阳原县), Hoài An (怀安县), Hoài Lai (怀来县), Trác Lộc (涿鹿县), Xích Thành (赤城县)
- Thừa Đức: Thừa Đức (承德县), Hưng Long (兴隆县), Loan Bình (滦平县), Long Hóa (隆化县)
- Thương Châu: Thương (沧县), Thanh (青县), Đông Quang (东光县), Hải Hưng (海兴县), Diêm Sơn (盐山县), Túc Ninh (肃宁县), Nam Bì (南皮县), Ngô Kiều (吴桥县), Hiến (献县)
- Lang Phường: Cố An (固安县), Vĩnh Thanh (永清县), Hương Hà (香河县), Đại Thành (大城县), Văn An (文安县)
- Hành Thủy: Tảo Cường (枣强县), Vũ Ấp (武邑县), Vũ Cường (武强县), Nhiêu Dương (饶阳县), An Bình (安平县), Cố Thành (故城县), Cảnh (景县), Phụ Thành (阜城县)

Tỉnh Sơn Tây
- Thái Nguyên: Thanh Từ (清徐县), Dương Khúc (阳曲县), Lâu Phàn (娄烦县)
- Đại Đồng: Dương Cao (阳高县), Thiên Trấn (天镇县), Quảng Linh (广灵县), Linh Khâu (灵丘县), Hồn Nguyên (浑源县), Tả Vân (左云县)
- Dương Tuyền: Bình Định (平定县), Vu (盂县)
- Trường Trị: Tương Viên (襄垣县), Bình Thuận (平顺县), Lê Thành (黎城县), Hồ Quan (壶关县), Trưởng Tử (长子县), Vũ Hương (武乡县), Thấm (沁县), Thấm Nguyên (沁源县)
- Tấn Thành: Thấm Thủy (沁水县), Dương Thành (阳城县), Lăng Xuyên (陵川县), Trạch Châu (泽州县)
- Sóc Châu: Sơn Âm (山阴县), Ứng (应县), Hữu Ngọc (右玉县)
- Tấn Trung: Du Xã (榆社县), Tả Quyền (左权县), Hòa Thuận (和顺县), Tích Dương (昔阳县), Thọ Dương (寿阳县), Kỳ (祁县), Bình Dao (平遥县), Linh Thạch (灵石县)
- Vận Thành: Lâm Y (临猗县), Vạn Vinh (万荣县), Văn Hỷ (闻喜县), Tắc Sơn (稷山县), Tân Giáng (新绛县), Giáng (绛县), Viên Khúc (垣曲县), Hạ (夏县), Bình Lục (平陆县), Nhuế Thành (芮城县)
- Hãn Châu: Định Tương (定襄县), Ngũ Đài (五台县), Đại (代县), Phồn Trì (繁峙县), Ninh Vũ (宁武县), Tĩnh Lạc (静乐县), Thần Trì (神池县), Ngũ Trại (五寨县), Khả Lam (岢岚县), Hà Khúc (河曲县), Bảo Đức (保德县), Thiên Quan (偏关县)
- Lâm Phần: Khúc Ốc (曲沃县), Dực Thành (翼城县), Tương Phần (襄汾县), Hồng Đồng (洪洞县), Cổ (古县), An Trạch (安泽县), Phù Sơn (浮山县), Cát (吉县), Hương Ninh (乡宁县), Đại Ninh (大宁县), Thấp (隰县), Vĩnh Hòa (永和县), Bồ (蒲县), Phần Tây (汾西县)
- Lữ Lương: Văn Thủy (文水县), Giao Thành (交城县), Hưng (兴县), Lâm (临县), Liễu Lâm (柳林县), Thạch Lâu (石楼县), Lam (岚县), Phương Sơn (方山县), Trung Dương (中阳县), Giao Khẩu (交口县)

Khu tự trị Nội Mông Cổ
- Hohhot: Togtoh (托克托县), Horinger (和林格尔县), Thanh Thủy Hà (清水河县), Vũ Xuyên (武川县)
- Bao Đầu: Cố Dương (固阳县)
- Xích Phong: Lâm Tây (林西县), Ninh Thành (宁城县)
- Thông Liêu: Khai Lỗ (开鲁县)
- Bayan Nur: Ngũ Nguyên (五原县), Đặng Khẩu (磴口县)
- Ulanqab: Trác Tư (卓资县), Hóa Đức (化德县), Thương Đô (商都县), Hưng Hòa (兴和县), Lương Thành (凉城县)
- Hưng An: Đột Tuyền (突泉县)
- Xilin Gol: Đa Luân (多伦县)

Tỉnh Liêu Ninh
- An Sơn: Đài An (台安县)
- Phủ Thuận: Phủ Thuận (抚顺县)
- Cẩm Châu: Hắc Sơn (黑山县), Nghĩa (义县)
- Phụ Tân: Chương Vũ (彰武县)
- Liêu Dương: Liêu Dương (辽阳县)
- Bàn Cẩm: Bàn Sơn (盘山县)
- Thiết Lĩnh: Thiết Lĩnh (铁岭县), Tây Phong (西丰县), Xương Đồ (昌图县)
- Triều Dương: Triều Dương (朝阳县), Kiến Bình (建平县)
- Hồ Lô Đảo: Tuy Trung (绥中县), Kiến Xương (建昌县)

Tỉnh Cát Lâm
- Cát Lâm: Vĩnh Cát (永吉县)
- Tứ Bình: Lê Thụ (梨树县)
- Liêu Nguyên: Đông Phong (东丰县), Đông Liêu (东辽县)
- Thông Hóa: Thông Hóa (通化县), Huy Nam (辉南县), Liễu Hà (柳河县)
- Bạch Sơn: Phủ Tùng (抚松县), Tĩnh Vũ (靖宇县)
- Tùng Nguyên: Trường Lĩnh (长岭县), Kiền An (乾安县)
- Bạch Thành: Trấn Lãi (镇赉县), Thông Du (通榆县)
- Diên Biên: Uông Thanh (汪清县), An Đồ (安图县)

Tỉnh Hắc Long Giang
- Tề Tề Cáp Nhĩ: Long Giang (龙江县), Y An (依安县), Thái Lai (泰来县), Cam Nam (甘南县), Phú Dụ (富裕县), Khắc Sơn (克山县), Khắc Đông (克东县), Bái Tuyền (拜泉县)
- Kê Tây: Kê Đông (鸡东县)
- Hạc Cương: La Bắc (萝北县), Tuy Tân (绥滨县)
- Song Áp Sơn: Tập Hiền (集贤县), Hữu Nghị (友谊县), Bảo Thanh (宝清县), Nhiêu Hà (饶河县)
- Đại Khánh: Triệu Châu (肇州县), Triệu Nguyên (肇源县), Lâm Điện (林甸县)
- Y Xuân: Gia Ấm (嘉荫县), Thang Vượng (汤旺县), Phong Lâm (丰林县), Đại Thiến Sơn (大箐山县), Nam Xóa (南岔县)
- Giai Mộc Tư: Hoa Nam (桦南县), Hoa Xuyên (桦川县), Thang Nguyên (汤原县)
- Thất Đài Hà: Bột Lợi (勃利县)
- Mẫu Đơn Giang: Lâm Khẩu (林口县)
- Hắc Hà: Tốn Khắc (逊克县), Tôn Ngô (孙吴县)
- Tuy Hóa: Vọng Khuê (望奎县), Lan Tây (兰西县), Thanh Cương (青冈县), Khánh An (庆安县), Minh Thủy (明水县), Tuy Lăng (绥棱县)
- Đại Hưng An Lĩnh: Hô Mã (呼玛县), Tháp Hà (塔河县)

Tỉnh Giang Tô
- Từ Châu: Phong (丰县), Bái (沛县), Tuy Ninh (睢宁县)
- Nam Thông: Như Đông (如东县)
- Liên Vân Cảng: Đông Hải (东海县), Quán Vân (灌云县), Quán Nam (灌南县)
- Hoài An: Liên Thủy (涟水县), Hu Dị (盱眙县), Kim Hồ (金湖县)
- Diêm Thành: Hưởng Thủy (响水县), Tân Hải (滨海县), Phụ Ninh (阜宁县), Xạ Dương (射阳县), Kiến Hồ (建湖县)
- Dương Châu: Bảo Ứng (宝应县)
- Tú Thiên: Thuật Dương (沭阳县), Tứ Dương (泗阳县), Tứ Hồng (泗洪县)

Tỉnh Chiết Giang
- Ôn Châu: Vĩnh Gia (永嘉县), Bình Dương (平阳县), Thương Nam (苍南县), Văn Thành (文成县), Thái Thuận (泰顺县)
- Gia Hưng: Gia Thiện (嘉善县), Hải Diêm (海盐县)
- Hồ Châu: Đức Thanh (德清县), Trường Hưng (长兴县), An Cát (安吉县)
- Thiệu Hưng: Tân Xương (新昌县)
- Kim Hoa: Vũ Nghĩa (武义县), Phổ Giang (浦江县), Bàn An (磐安县)
- Cù Châu: Thường Sơn (常山县), Khai Hóa (开化县), Long Du (龙游县)
- Chu Sơn: Đại Sơn (岱山县), Thặng Tứ (嵊泗县)
- Thai Châu: Tam Môn (三门县), Thiên Thai (天台县), Tiên Cư (仙居县)
- Lệ Thủy: Thanh Điền (青田县), Tấn Vân (缙云县), Toại Xương (遂昌县), Tùng Dương (松阳县), Vân Hòa (云和县), Khánh Nguyên (庆元县)

Tỉnh An Huy
- Hợp Phì: Trường Phong (长丰县), Phì Đông (肥东县), Phì Tây (肥西县), Lư Giang (庐江县)
- Vu Hồ: Nam Lăng (南陵县)
- Bạng Phụ: Hoài Viễn (怀远县), Ngũ Hà (五河县), Cố Trấn (固镇县)
- Hoài Nam: Phượng Đài (凤台县), Thọ (寿县)
- Mã An Sơn: Đang Đồ (当涂县), Hàm Sơn (含山县), Hòa (和县)
- Hoài Bắc: Tuy Khê (濉溪县)
- Đồng Lăng: Tung Dương (枞阳县)
- An Khánh: Hoài Ninh (怀宁县), Thái Hồ (太湖县), Túc Tùng (宿松县), Vọng Giang (望江县), Nhạc Tây (岳西县)
- Hoàng Sơn: Hấp (歙县), Hưu Ninh (休宁县), Y (黟县), Kỳ Môn (祁门县)
- Trừ Châu: Lai An (来安县), Toàn Tiêu (全椒县), Định Viễn (定远县), Phượng Dương (凤阳县)
- Phụ Dương: Lâm Tuyền (临泉县), Thái Hòa (太和县), Phụ Nam (阜南县), Dĩnh Thượng (颍上县)
- Túc Châu: Nãng Sơn (砀山县), Tiêu (萧县), Linh Bích (灵璧县), Tứ (泗县)
- Lục An: Hoắc Khâu (霍邱县), Thư Thành (舒城县), Kim Trại (金寨县), Hoắc Sơn (霍山县)
- Bạc Châu: Qua Dương (涡阳县), Mông Thành (蒙城县), Lợi Tân (利辛县)
- Trì Châu: Đông Chí (东至县), Thạch Đài (石台县), Thanh Dương (青阳县)
- Tuyên Thành: Lang Khê (郎溪县), Kính (泾县), Tích Khê (绩溪县), Tinh Đức (旌德县)

Tỉnh Phúc Kiến
- Phúc Châu: Mân Hầu (闽侯县), Liên Giang (连江县), La Nguyên (罗源县), Mân Thanh (闽清县), Vĩnh Thái (永泰县), Bình Đàm (平潭县)
- Phủ Điền: Tiên Du (仙游县)
- Tam Minh: Minh Khê (明溪县), Thanh Lưu (清流县), Ninh Hóa (宁化县), Đại Điền (大田县), Vưu Khê (尤溪县), Tương Lạc (将乐县), Thái Ninh (泰宁县), Kiến Ninh (建宁县)
- Tuyền Châu: Huệ An (惠安县), An Khê (安溪县), Vĩnh Xuân (永春县), Đức Hóa (德化县), Kim Môn (金门县)
- Chương Châu: Vân Tiêu (云霄县), Chương Phố (漳浦县), Chiếu An (诏安县), Đông Sơn (东山县), Nam Tĩnh (南靖县), Bình Hòa (平和县), Hoa An (华安县)
- Nam Bình: Thuận Xương (顺昌县), Phố Thành (浦城县), Quang Trạch (光泽县), Tùng Khê (松溪县), Chính Hòa (政和县)
- Long Nham: Trường Đinh (长汀县), Thượng Hàng (上杭县), Vũ Bình (武平县), Liên Thành (连城县)
- Ninh Đức: Hà Phố (霞浦县), Cổ Điền (古田县), Bình Nam (屏南县), Thọ Ninh (寿宁县), Chu Ninh (周宁县), Chá Vinh (柘荣县)

Tỉnh Giang Tây
- Nam Xương: Nam Xương (南昌县), An Nghĩa (安义县), Tiến Hiền (进贤县)
- Cảnh Đức Trấn: Phù Lương (浮梁县)
- Bình Hương: Liên Hoa (莲花县), Thượng Lật (上栗县), Lô Khê (芦溪县)
- Cửu Giang: Vũ Ninh (武宁县), Tu Thủy (修水县), Vĩnh Tu (永修县), Đức An (德安县), Đô Xương (都昌县), Hồ Khẩu (湖口县), Bành Trạch (彭泽县)
- Tân Dư: Phân Nghi (分宜县)
- Cám Châu: Tín Phong (信丰县), Đại Dư (大余县), Thượng Do (上犹县), Sùng Nghĩa (崇义县), An Viễn (安远县), Định Nam (定南县), Toàn Nam (全南县), Ninh Đô (宁都县), Vu Đô (于都县), Hưng Quốc (兴国县), Hội Xương (会昌县), Tầm Ô (寻乌县), Thạch Thành (石城县)
- Cát An: Cát An (吉安县), Cát Thủy (吉水县), Hiệp Giang (峡江县), Tân Can (新干县), Vĩnh Phong (永丰县), Thái Hòa (泰和县), Toại Xuyên (遂川县), Vạn An (万安县), An Phúc (安福县), Vĩnh Tân (永新县)
- Nghi Xuân: Phụng Tân (奉新县), Vạn Tái (万载县), Thượng Cao (上高县), Nghi Phong (宜丰县), Tĩnh An (靖安县), Đồng Cổ (铜鼓县)
- Phủ Châu: Nam Thành (南城县), Lê Xuyên (黎川县), Nam Phong (南丰县), Sùng Nhân (崇仁县), Lạc An (乐安县), Nghi Hoàng (宜黄县), Kim Khê (金溪县), Tư Khê (资溪县), Quảng Xương (广昌县)
- Thượng Nhiêu: Ngọc Sơn (玉山县), Duyên Sơn (铅山县), Hoành Phong (横峰县), Dặc Dương (弋阳县), Dư Can (余干县), Bà Dương (鄱阳县), Vạn Niên (万年县), Vụ Nguyên (婺源县)

Tỉnh Sơn Đông
- Truy Bác: Hoàn Đài (桓台县), Cao Thanh (高青县), Nghi Nguyên (沂源县)
- Đông Dinh: Lợi Tân (利津县), Quảng Nhiêu (广饶县)
- Duy Phường: Lâm Cù (临朐县), Xương Lạc (昌乐县)
- Tế Ninh: Vi Sơn (微山县), Ngư Đài (鱼台县), Kim Hương (金乡县), Gia Tường (嘉祥县), Vấn Thượng (汶上县), Tứ Thủy (泗水县), Lương Sơn (梁山县)
- Thái An: Ninh Dương (宁阳县), Đông Bình (东平县)
- Nhật Chiếu: Ngũ Liên (五莲县), Cử (莒县)
- Lâm Nghi: Nghi Nam (沂南县), Đàm Thành (郯城县), Nghi Thủy (沂水县), Lan Lăng (兰陵县), Phí (费县), Bình Ấp (平邑县), Cử Nam (莒南县), Mông Âm (蒙阴县), Lâm Thuật (临沭县)
- Đức Châu: Ninh Tân (宁津县), Khánh Vân (庆云县), Lâm Ấp (临邑县), Tề Hà (齐河县), Bình Nguyên (平原县), Hạ Tân (夏津县), Vũ Thành (武城县)
- Liêu Thành: Dương Cốc (阳谷县), Tân (莘县), Đông A (东阿县), Quán (冠县), Cao Đường (高唐县)
- Tân Châu: Huệ Dân (惠民县), Dương Tín (阳信县), Vô Lệ (无棣县), Bác Hưng (博兴县)
- Hà Trạch: Tào (曹县), Thiện (单县), Thành Vũ (成武县), Cự Dã (巨野县), Vận Thành (郓城县), Quyên Thành (鄄城县), Đông Minh (东明县)

Tỉnh Hà Nam
- Trịnh Châu: Trung Mưu (中牟县)
- Khai Phong: Kỷ (杞县), Thông Hứa (通许县), Úy Thị (尉氏县), Lan Khảo (兰考县)
- Lạc Dương: Tân An (新安县), Loan Xuyên (栾川县), Tung (嵩县), Nhữ Dương (汝阳县), Nghi Dương (宜阳县), Lạc Ninh (洛宁县), Y Xuyên (伊川县)
- Bình Đỉnh Sơn: Bảo Phong (宝丰县), Diệp (叶县), Lỗ Sơn (鲁山县), Giáp (郏县)
- An Dương: An Dương (安阳县), Thang Âm (汤阴县), Hoạt (滑县), Nội Hoàng (内黄县)
- Hạc Bích: Tuấn (浚县), Kỳ (淇县)
- Tân Hương: Tân Hương (新乡县), Hoạch Gia (获嘉县), Nguyên Dương (原阳县), Diên Tân (延津县), Phong Khâu (封丘县)
- Tiêu Tác: Tu Vũ (修武县), Bác Ái (博爱县), Vũ Trắc (武陟县), Ôn (温县)
- Bộc Dương: Thanh Phong (清丰县), Nam Lạc (南乐县), Phạm (范县), Đài Tiền (台前县), Bộc Dương (濮阳县)
- Hứa Xương: Yên Lăng (鄢陵县), Tương Thành (襄城县)
- Tháp Hà: Vũ Dương (舞阳县), Lâm Dĩnh (临颍县)
- Tam Môn Hiệp: Mẫn Trì (渑池县), Lô Thị (卢氏县)
- Nam Dương: Nam Triệu (南召县), Phương Thành (方城县), Tây Hạp (西峡县), Trấn Bình (镇平县), Nội Hương (内乡县), Tích Xuyên (淅川县), Xã Kỳ (社旗县), Đường Hà (唐河县), Tân Dã (新野县), Đồng Bách (桐柏县)
- Thương Khâu: Dân Quyền (民权县), Tuy (睢县), Ninh Lăng (宁陵县), Chá Thành (柘城县), Ngu Thành (虞城县), Hạ Ấp (夏邑县)
- Tín Dương: La Sơn (罗山县), Quang Sơn (光山县), Tân (新县), Thương Thành (商城县), Cố Thủy (固始县), Hoàng Xuyên (潢川县), Hoài Tân (淮滨县), Tức (息县)
- Chu Khẩu: Phù Câu (扶沟县), Tây Hoa (西华县), Thương Thủy (商水县), Trầm Khâu (沈丘县), Đan Thành (郸城县), Thái Khang (太康县), Lộc Ấp (鹿邑县)
- Trú Mã Điếm: Tây Bình (西平县), Thượng Thái (上蔡县), Bình Dư (平舆县), Chính Dương (正阳县), Xác Sơn (确山县), Bí Dương (泌阳县), Nhữ Nam (汝南县), Toại Bình (遂平县), Tân Thái (新蔡县)

Tỉnh Hồ Bắc
- Hoàng Thạch: Dương Tân (阳新县)
- Thập Yển: Vân Tây (郧西县), Trúc Sơn (竹山县), Trúc Khê (竹溪县), Phòng (房县)
- Nghi Xương: Viễn An (远安县), Hưng Sơn (兴山县), Tỷ Quy (秭归县)
- Tương Dương: Nam Chương (南漳县), Cốc Thành (谷城县), Bảo Khang (保康县)
- Kinh Môn: Sa Dương (沙洋县)
- Hiếu Cảm: Hiếu Xương (孝昌县), Đại Ngộ (大悟县), Vân Mộng (云梦县)
- Kinh Châu: Công An (公安县), Giang Lăng (江陵县)
- Hoàng Cương: Đoàn Phong (团风县), Hồng An (红安县), La Điền (罗田县), Anh Sơn (英山县), Hy Thủy (浠水县), Kỳ Xuân (蕲春县), Hoàng Mai (黄梅县)
- Hàm Ninh: Gia Ngư (嘉鱼县), Thông Thành (通城县), Sùng Dương (崇阳县), Thông Sơn (通山县)
- Tùy Châu: Tùy (随县)
- Ân Thi: Kiến Thủy (建始县), Ba Đông (巴东县), Tuyên Ân (宣恩县), Hàm Phong (咸丰县), Lai Phượng (来凤县), Hạc Phong (鹤峰县)

Tỉnh Hồ Nam
- Trường Sa: Trường Sa (长沙县)
- Chu Châu: Du (攸县), Trà Lăng (茶陵县), Viêm Lăng (炎陵县)
- Tương Đàm: Tương Đàm (湘潭县)
- Hành Dương: Hành Dương (衡阳县), Hành Nam (衡南县), Hành Sơn (衡山县), Hành Đông (衡东县), Kỳ Đông (祁东县)
- Thiệu Dương: Tân Thiệu (新邵县), Thiệu Dương (邵阳县), Long Hồi (隆回县), Động Khẩu (洞口县), Tuy Ninh (绥宁县), Tân Ninh (新宁县)
- Nhạc Dương: Nhạc Dương (岳阳县), Hoa Dung (华容县), Tương Âm (湘阴县), Bình Giang (平江县)
- Thường Đức: An Hương (安乡县), Hán Thọ (汉寿县), Lễ (澧县), Lâm Lễ (临澧县), Đào Nguyên (桃源县), Thạch Môn (石门县)
- Trương Gia Giới: Từ Lợi (慈利县), Tang Thực (桑植县)
- Ích Dương: Nam (南县), Đào Giang (桃江县), An Hóa (安化县)
- Sâm Châu: Quế Dương (桂阳县), Nghi Chương (宜章县), Vĩnh Hưng (永兴县), Gia Hòa (嘉禾县), Lâm Vũ (临武县), Nhữ Thành (汝城县), Quế Đông (桂东县), An Nhân (安仁县)
- Vĩnh Châu: Đông An (东安县), Song Bài (双牌县), Đạo (道县), Giang Vĩnh (江永县), Ninh Viễn (宁远县), Lam Sơn (蓝山县), Tân Điền (新田县)
- Hoài Hóa: Trung Phương (中方县), Nguyên Lăng (沅陵县), Thần Khê (辰溪县), Tự Phổ (溆浦县), Hội Đồng (会同县)
- Lâu Để: Song Phong (双峰县), Tân Hóa (新化县)
- Tương Tây: Lô Khê (泸溪县), Phượng Hoàng (凤凰县), Hoa Viên (花垣县), Bảo Tĩnh (保靖县), Cổ Trượng (古丈县), Vĩnh Thuận (永顺县), Long Sơn (龙山县)

Tỉnh Quảng Đông
- Thiều Quan: Thủy Hưng (始兴县), Nhân Hóa (仁化县), Ông Nguyên (翁源县), Tân Phong (新丰县)
- Sán Đầu: Nam Áo (南澳县)
- Trạm Giang: Toại Khê (遂溪县), Từ Văn (徐闻县)
- Triệu Khánh: Quảng Ninh (广宁县), Hoài Tập (怀集县), Phong Khai (封开县), Đức Khánh (德庆县)
- Huệ Châu: Bác La (博罗县), Huệ Đông (惠东县), Long Môn (龙门县)
- Mai Châu: Đại Bộ (大埔县), Phong Thuận (丰顺县), Ngũ Hoa (五华县), Bình Viễn (平远县), Tiêu Lĩnh (蕉岭县)
- Sán Vĩ: Hải Phong (海丰县), Lục Hà (陆河县)
- Hà Nguyên: Tử Kim (紫金县), Long Xuyên (龙川县), Liên Bình (连平县), Hòa Bình (和平县), Đông Nguyên (东源县)
- Dương Giang: Dương Tây (阳西县)
- Thanh Viễn: Phật Cương (佛冈县), Dương Sơn (阳山县)
- Triều Châu: Nhiêu Bình (饶平县)
- Yết Dương: Yết Tây (揭西县), Huệ Lai (惠来县)
- Vân Phù: Tân Hưng (新兴县), Úc Nam (郁南县)

Khu tự trị dân tộc Choang Quảng Tây
- Nam Ninh: Long An (隆安县), Mã Sơn (马山县), Thượng Lâm (上林县), Tân Dương (宾阳县)
- Liễu Châu: Liễu Thành (柳城县), Lộc Trại (鹿寨县), Dung An (融安县)
- Quế Lâm: Dương Sóc (阳朔县), Linh Xuyên (灵川县), Toàn Châu (全州县), Hưng An (兴安县), Vĩnh Phúc (永福县), Quán Dương (灌阳县), Tư Nguyên (资源县), Bình Lạc (平乐县)
- Ngô Châu: Thương Ngô (苍梧县), Đằng (藤县), Mông Sơn (蒙山县)
- Bắc Hải: Hợp Phố (合浦县)
- Phòng Thành Cảng: Thượng Tư (上思县)
- Khâm Châu: Linh Sơn (灵山县), Phố Bắc (浦北县)
- Quý Cảng: Bình Nam (平南县)
- Ngọc Lâm: Dung (容县), Lục Xuyên (陆川县), Bác Bạch (博白县), Hưng Nghiệp (兴业县)
- Bách Sắc: Điền Đông (田东县), Đức Bảo (德保县), Na Pha (那坡县), Lăng Vân (凌云县), Lạc Nghiệp (乐业县), Điền Lâm (田林县), Tây Lâm (西林县)
- Hạ Châu: Chiêu Bình (昭平县), Chung Sơn (钟山县)
- Hà Trì: Nam Đan (南丹县), Thiên Nga (天峨县), Phượng Sơn (凤山县), Đông Lan (东兰县)
- Lai Tân: Hân Thành (忻城县), Tượng Châu (象州县), Vũ Tuyên (武宣县)
- Sùng Tả: Phù Tuy (扶绥县), Ninh Minh (宁明县), Long Châu (龙州县), Đại Tân (大新县), Thiên Đẳng (天等县)

Tỉnh Tứ Xuyên
- Tự Cống: Vinh (荣县), Phú Thuận (富顺县)
- Phàn Chi Hoa: Mễ Dịch (米易县), Diêm Biên (盐边县)
- Lô Châu: Lô (泸县), Hợp Giang (合江县), Tự Vĩnh (叙永县), Cổ Lận (古蔺县)
- Đức Dương: Trung Giang (中江县)
- Miên Dương: Tam Đài (三台县), Diêm Đình (盐亭县), Tử Đồng (梓潼县), Bình Vũ (平武县)
- Quảng Nguyên: Vượng Thương (旺苍县), Thanh Xuyên (青川县), Kiếm Các (剑阁县), Thương Khê (苍溪县)
- Toại Ninh: Bồng Khê (蓬溪县), Đại Anh (大英县)
- Nội Giang: Uy Viễn (威远县), Tư Trung (资中县)
- Lạc Sơn: Kiền Vi (犍为县), Tỉnh Nghiên (井研县), Giáp Giang (夹江县), Mộc Xuyên (沐川县)
- Nam Sung: Nam Bộ (南部县), Doanh Sơn (营山县), Bồng An (蓬安县), Nghi Lũng (仪陇县), Tây Sung (西充县)
- Mi Sơn: Nhân Thọ (仁寿县), Hồng Nhã (洪雅县), Đan Lăng (丹棱县), Thanh Thần (青神县)
- Nghi Tân: Giang An (江安县), Trường Ninh (长宁县), Cao (高县), Củng (珙县), Quân Liên (筠连县), Hưng Văn (兴文县), Bình Sơn (屏山县)
- Quảng An: Nhạc Trì (岳池县), Vũ Thắng (武胜县), Lân Thủy (邻水县)
- Đạt Châu: Tuyên Hán (宣汉县), Khai Giang (开江县), Đại Trúc (大竹县), Cừ (渠县)
- Nhã An: Huỳnh Kinh (荥经县), Hán Nguyên (汉源县), Thạch Miên (石棉县), Thiên Toàn (天全县), Lô Sơn (芦山县), Bảo Hưng (宝兴县)
- Ba Trung: Thông Giang (通江县), Nam Giang (南江县), Bình Xương (平昌县)
- Tư Dương: An Nhạc (安岳县), Lạc Chí (乐至县)
- Ngawa: Mân Xuyên (汶川县), Lý (理县), Mậu (茂县), Tùng Phan (松潘县), Cửu Trại Câu (九寨沟县), Kim Xuyên (金川县), Tiểu Kim (小金县), Hắc Thủy (黑水县), Nhưỡng Đường (壤塘县), A Bá (阿坝县), Zoigê (若尔盖县), Hồng Nguyên (红原县)
- Garzê: Lô Định (泸定县), Đan Ba (丹巴县), Cửu Long (九龙县), Nhã Giang (雅江县), Đạo Phu (道孚县), Lô Hoắc (炉霍县), Cam Tư (甘孜县), Tân Long (新龙县), Đức Cách (德格县), Bạch Ngọc (白玉县), Thạch Cừ (石渠县), Sắc Đạt (色达县), Lý Đường (理塘县), Ba Đường (巴塘县), Hương Thành (乡城县), Đạo Thành (稻城县), Đắc Vinh (得荣县)
- Lương Sơn: Diêm Nguyên (盐源县), Đức Xương (德昌县), Hội Đông (会东县), Ninh Nam (宁南县), Phổ Cách (普格县), Bố Tha (布拖县), Kim Dương (金阳县), Chiêu Giác (昭觉县), Hỷ Đức (喜德县), Miện Ninh (冕宁县), Việt Tây (越西县), Cam Lạc (甘洛县), Mỹ Cô (美姑县), Lôi Ba (雷波县)

Tỉnh Quý Châu
- Quý Dương: Khai Dương (开阳县), Tức Phong (息烽县), Tu Văn (修文县)
- Tuân Nghĩa: Đồng Tử (桐梓县), Tuy Dương (绥阳县), Chính An (正安县), Phụng Cương (凤冈县), Mi Đàm (湄潭县), Dư Khánh (余庆县), Tập Thủy (习水县)
- An Thuận: Phổ Định (普定县)
- Tất Tiết: Đại Phương (大方县), Kim Sa (金沙县), Chức Kim (织金县), Nạp Ung (纳雍县), Hách Chương (赫章县)
- Đồng Nhân: Giang Khẩu (江口县), Thạch Thiên (石阡县), Tư Nam (思南县), Đức Giang (德江县)
- Kiềm Tây Nam: Phổ An (普安县), Tình Long (晴隆县), Trinh Phong (贞丰县), Vọng Mô (望谟县), Sách Hanh (册亨县), An Long (安龙县)
- Kiềm Đông Nam: Hoàng Bình (黄平县), Thi Bỉnh (施秉县), Tam Tuệ (三穗县), Trấn Viễn (镇远县), Sầm Củng (岑巩县), Thiên Trụ (天柱县), Cẩm Bình (锦屏县), Kiếm Hà (剑河县), Đài Giang (台江县), Lê Bình (黎平县), Dong Giang (榕江县), Tòng Giang (从江县), Lôi Sơn (雷山县), Ma Giang (麻江县), Đan Trại (丹寨县)
- Kiềm Nam: Lệ Ba (荔波县), Quý Định (贵定县), Úng An (瓮安县), Độc Sơn (独山县), Bình Đường (平塘县), La Điện (罗甸县), Trường Thuận (长顺县), Long Lý (龙里县), Huệ Thủy (惠水县)

Tỉnh Vân Nam
- Côn Minh: Phú Dân (富民县), Nghi Lương (宜良县), Tung Minh (嵩明县)
- Khúc Tĩnh: Lục Lương (陆良县), Sư Tông (师宗县), La Bình (罗平县), Phú Nguyên (富源县), Hội Trạch (会泽县)
- Ngọc Khê: Thông Hải (通海县), Hoa Ninh (华宁县), Dịch Môn (易门县)
- Bảo Sơn: Thi Điện (施甸县), Long Lăng (龙陵县), Xương Ninh (昌宁县)
- Chiêu Thông: Lỗ Điện (鲁甸县), Xảo Gia (巧家县), Diêm Tân (盐津县), Đại Quan (大关县), Vĩnh Thiện (永善县), Tuy Giang (绥江县), Trấn Hùng (镇雄县), Di Lương (彝良县), Uy Tín (威信县)
- Lệ Giang: Vĩnh Thắng (永胜县), Hoa Bình (华坪县)
- Lâm Thương: Phượng Khánh (凤庆县), Vân (云县), Vĩnh Đức (永德县), Trấn Khang (镇康县)
- Sở Hùng: Song Bách (双柏县), Mưu Định (牟定县), Nam Hoa (南华县), Diêu An (姚安县), Đại Diêu (大姚县), Vĩnh Nhân (永仁县), Nguyên Mưu (元谋县), Vũ Định (武定县)
- Hồng Hà: Kiến Thủy (建水县), Thạch Bình (石屏县), Lô Tây (泸西县), Nguyên Dương (元阳县), Hồng Hà (红河县), Lục Xuân (绿春县)
- Văn Sơn: Nghiễn Sơn (砚山县), Tây Trù (西畴县), Ma Lật Pha (麻栗坡县), Mã Quan (马关县), Khâu Bắc (丘北县), Quảng Nam (广南县), Phú Ninh (富宁县)
- Tây Song Bản Nạp: Mãnh Lạp (勐腊县), Mãnh Hải (勐海县)
- Đại Lý: Tường Vân (祥云县), Tân Xuyên (宾川县), Di Độ (弥渡县), Vĩnh Bình (永平县), Vân Long (云龙县), Nhĩ Nguyên (洱源县), Kiếm Xuyên (剑川县), Hạc Khánh (鹤庆县)
- Đức Hoành: Lương Hà (梁河县), Doanh Giang (盈江县), Lũng Xuyên (陇川县)
- Nộ Giang: Phúc Cống (福贡县)
- Địch Khánh: Dêqên (德钦县)

Khu tự trị Tây Tạng
- Lhasa: Lhünzhub (林周县), Damxung (当雄县), Nyêmo (尼木县), Qüxü (曲水县), Maizhokunggar (墨竹工卡县)
- Xigazê: Namling (南木林县), Gyangzê (江孜县), Tingri (定日县), Sa'gya (萨迦县), Lhazê (拉孜县), Ngamring (昂仁县), Xaitongmoin (谢通门县), Bainang (白朗县), Rinbung (仁布县), Kangmar (康马县), Dinggyê (定结县), Zhongba (仲巴县), Á Đông (亚东县), Gyirong (吉隆县), Nyalam (聂拉木县), Saga (萨嘎县), Gamba (岗巴县)
- Qamdo: Jomda (江达县), Gonjo (贡觉县), Riwoqê (类乌齐县), Dêngqên (丁青县), Zhag'yab (察雅县), Baxoi (八宿县), Zogang (左贡县), Markam (芒康县), Lhorong (洛隆县), Banbar (边坝县)
- Nyingchi: Gongbo'gyamda (工布江达县), Mêdog (墨脱县), Bomê (波密县), Zayü (察隅县), Nang (朗县)
- Sơn Nam: Chanang (扎囊县), Gonggar (贡嘎县), Sangri (桑日县), Qonggyai (琼结县), Qusum (曲松县), Comai (措美县), Lhozhag (洛扎县), Gyaca (加查县), Lhünzê (隆子县), Nagarzê (浪卡子县)
- Nagqu: Lhari (嘉黎县), Biru (比如县), Nyainrong (聂荣县), Amdo (安多县), Xainza (申扎县), Sog (索县), Baingoin (班戈县), Baqên (巴青县), Nyima (尼玛县), Song Hồ (双湖县)
- Ngari: Burang (普兰县), Zanda (札达县), Gar (噶尔县), Rutog (日土县), Gê'gyai (革吉县), Gêzêr (改则县), Coqên (措勤县)

Tỉnh Thiểm Tây
- Đồng Xuyên: Nghi Quân (宜君县)
- Bảo Kê: Kỳ Sơn (岐山县), Phù Phong (扶风县), My (眉县), Lũng (陇县), Thiên Dương (千阳县), Lân Du (麟游县), Phượng (凤县), Thái Bạch (太白县)
- Hàm Dương: Tam Nguyên (三原县), Kính Dương (泾阳县), Càn (乾县), Lễ Tuyền (礼泉县), Vĩnh Thọ (永寿县), Trường Vũ (长武县), Tuần Ấp (旬邑县), Thuần Hóa (淳化县), Vũ Công (武功县)
- Vị Nam: Đồng Quan (潼关县), Đại Lệ (大荔县), Cáp Dương (合阳县), Trừng Thành (澄城县), Bồ Thành (蒲城县), Bạch Thủy (白水县), Phú Bình (富平县)
- Diên An: Diên Trường (延长县), Diên Xuyên (延川县), Chí Đan (志丹县), Ngô Khởi (吴起县), Cam Tuyền (甘泉县), Phú (富县), Lạc Xuyên (洛川县), Nghi Xuyên (宜川县), Hoàng Long (黄龙县), Hoàng Lăng (黄陵县)
- Hán Trung: Thành Cố (城固县), Dương (洋县), Tây Hương (西乡县), Miễn (勉县), Ninh Cường (宁强县), Lược Dương (略阳县), Trấn Ba (镇巴县), Lưu Bá (留坝县), Phật Bình (佛坪县)
- Du Lâm: Phủ Cốc (府谷县), Tĩnh Biên (靖边县), Định Biên (定边县), Tuy Đức (绥德县), Mễ Chi (米脂县), Giai (佳县), Ngô Bảo (吴堡县), Thanh Giản (清涧县), Tử Châu (子洲县)
- An Khang: Hán Âm (汉阴县), Thạch Tuyền (石泉县), Ninh Thiểm (宁陕县), Tử Dương (紫阳县), Lam Cao (岚皋县), Bình Lợi (平利县), Trấn Bình (镇坪县), Bạch Hà (白河县)
- Thương Lạc: Lạc Nam (洛南县), Đan Phượng (丹凤县), Thương Nam (商南县), Sơn Dương (山阳县), Trấn An (镇安县), Tạc Thủy (柞水县)

Tỉnh Cam Túc
- Lan Châu: Vĩnh Đăng (永登县), Cao Lan (皋兰县), Du Trung (榆中县)
- Kim Xương: Vĩnh Xương (永昌县)
- Bạch Ngân: Tĩnh Viễn (靖远县), Hội Ninh (会宁县), Cảnh Thái (景泰县)
- Thiên Thủy: Thanh Thủy (清水县), Tần An (秦安县), Cam Cốc (甘谷县), Vũ Sơn (武山县)
- Vũ Uy: Dân Cần (民勤县), Cổ Lãng (古浪县)
- Trương Dịch: Dân Nhạc (民乐县), Lâm Trạch (临泽县), Cao Đài (高台县), Sơn Đan (山丹县)
- Bình Lương: Kính Xuyên (泾川县), Linh Đài (灵台县), Sùng Tín (崇信县), Trang Lãng (庄浪县), Tĩnh Ninh (静宁县)
- Tửu Tuyền: Kim Tháp (金塔县), Qua Châu (瓜州县)
- Khánh Dương: Khánh Thành (庆城县), Hoàn (环县), Hoa Trì (华池县), Hợp Thủy (合水县), Chính Ninh (正宁县), Ninh (宁县), Trấn Nguyên (镇原县)
- Định Tây: Thông Vị (通渭县), Lũng Tây (陇西县), Vị Nguyên (渭源县), Lâm Thao (临洮县), Chương (漳县), Mân (岷县)
- Lũng Nam: Thành (成县), Văn (文县), Đãng Xương (宕昌县), Khang (康县), Tây Hòa (西和县), Lễ (礼县), Huy (徽县), Lưỡng Đương (两当县)
- Lâm Hạ: Lâm Hạ (临夏县), Khang Nhạc (康乐县), Vĩnh Tĩnh (永靖县), Quảng Hà (广河县), Hòa Chính (和政县)
- Cam Nam: Lâm Đàm (临潭县), Trác Ni (卓尼县), Chu Khúc (舟曲县), Điệt Bộ (迭部县), Mã Khúc (玛曲县), Lục Khúc (碌曲县), Hạ Hà (夏河县)

Tỉnh Thanh Hải
- Tây Ninh: Hoàng Nguyên (湟源县)
- Hải Bắc: Kỳ Liên (祁连县), Hải Yến (海晏县), Cương Sát (刚察县)
- Hoàng Nam: Jainca (尖扎县), Zêqog (泽库县)
- Hải Nam: Cộng Hòa (共和县), Đồng Đức (同德县), Quý Đức (贵德县), Hưng Hải (兴海县), Quý Nam (贵南县)
- Golog: Maqên (玛沁县), Baima (班玛县), Gadê (甘德县), Darlag (达日县), Jigzhi (久治县), Madoi (玛多县)
- Ngọc Thụ: Zadoi (杂多县), Chindu (称多县), Zhidoi (治多县), Nangqên (囊谦县), Qumarlêb (曲麻莱县)
- Hải Tây: Ô Lan (乌兰县), Đô Lan (都兰县), Thiên Tuấn (天峻县)

Khu tự trị dân tộc Hồi Ninh Hạ
- Ngân Xuyên: Vĩnh Ninh (永宁县), Hạ Lan (贺兰县)
- Thạch Chủy Sơn: Bình La (平罗县)
- Ngô Trung: Diêm Trì (盐池县), Đồng Tâm (同心县)
- Cố Nguyên: Tây Cát (西吉县), Long Đức (隆德县), Kính Nguyên (泾源县), Bành Dương (彭阳县)
- Trung Vệ: Trung Ninh (中宁县), Hải Nguyên (海原县)

Khu tự trị của người Duy Ngô Nhĩ Tân Cương
- Ürümqi: Ürümqi (乌鲁木齐县)
- Turfan: Piqan (鄯善县), Toksun (托克逊县)
- Hami: Y Ngô (伊吾县)
- Xương Cát: Hô Đồ Bích (呼图壁县), Manas (玛纳斯县), Kỳ Đài (奇台县), Jimsar (吉木萨尔县)
- Börtala: Tinh Hà (精河县), Ôn Tuyền (温泉县)
- Bayin'gholin: Luân Đài (轮台县), Úy Lê (尉犁县), Nhược Khương (若羌县), Thả Mạt (且末县), Hòa Tĩnh (和静县), Hoxud (和硕县), Bác Hồ (博湖县)
- Aksu: Ôn Túc (温宿县), Shayar (沙雅县), Toksu (新和县), Bái Thành (拜城县), Uqturpan (乌什县), Awat (阿瓦提县), Kalpin (柯坪县)
- Kizilsu: Akto (阿克陶县), Akqi (阿合奇县), Ulugqat (乌恰县)
- Kashgar: Sơ Phụ (疏附县), Sơ Lặc (疏勒县), Yengisar (英吉沙县), Poskam (泽普县), Yarkand (莎车县), Kargilik (叶城县), Makit (麦盖提县), Yopurga (岳普湖县), Peyziwat (伽师县), Maralbexi (巴楚县)
- Hotan: Hòa Điền (和田县), Karakax (墨玉县), Bì Sơn (皮山县), Lop (洛浦县), Qira (策勒县), Keriya (于田县), Dân Phong (民丰县)
- Ili: Y Ninh (伊宁县), Hoắc Thành (霍城县), Củng Lưu (巩留县), Tân Nguyên (新源县), Chiêu Tô (昭苏县), Tekes (特克斯县), Nilka (尼勒克县)
- Tháp Thành: Ngạch Mẫn (额敏县), Thác Lý (托里县), Dụ Dân (裕民县)
- Altay: Burqin (布尔津县), Phú Uẩn (富蕴县), Phúc Hải (福海县), Cáp Ba Hà (哈巴河县), Qinggil (青河县), Jeminay (吉木乃县)

## Danh sách huyện tự trị

### Huyện tự trị trực thuộc thành phố trực thuộc Trung ương
- Trùng Khánh: Thạch Trụ (石柱土家族自治县), Tú Sơn (秀山土家族苗族自治县), Dậu Dương (酉阳土家族苗族自治县), Bành Thủy (彭水苗族土家族自治县)

### Huyện tự trị trực thuộc tỉnh
- Tỉnh Hải Nam: Bảo Đình (保亭黎族苗族自治县), Quỳnh Trung (琼中黎族苗族自治县), Bạch Sa (白沙黎族自治县), Lăng Thủy (陵水黎族自治县), Xương Giang (昌江黎族自治县), Lạc Đông (乐东黎族自治县)

### Huyện tự trị trực thuộc đơn vị hành chính cấp địa khu
Tỉnh Hà Bắc
- Tần Hoàng Đảo: Thanh Long (青龙满族自治县)
- Thừa Đức: Phong Ninh (丰宁满族自治县), Khoan Thành (宽城满族自治县), Vi Trường (围场满族蒙古族自治县)
- Thương Châu: Mạnh Thôn (孟村回族自治县)
- Lang Phường: Đại Xưởng (大厂回族自治县)

Tỉnh Liêu Ninh
- An Sơn: Tụ Nham (岫岩满族自治县)
- Phủ Thuận: Tân Tân (新宾满族自治县), Thanh Nguyên (清原满族自治县)
- Bản Khê: Bản Khê (本溪满族自治县), Hoàn Nhân (桓仁满族自治县)
- Đan Đông: Khoan Điện (宽甸满族自治县)
- Phụ Tân: Phụ Tân (阜新蒙古族自治县)
- Triều Dương: Khách Lạt Thấm Tả Dực (喀喇沁左翼蒙古族自治县)

Tỉnh Cát Lâm
- Tứ Bình: Y Thông (伊通满族自治县)
- Bạch Sơn: Trường Bạch (长白朝鲜族自治县)
- Tùng Nguyên: Tiền Gorlos (前郭尔罗斯蒙古族自治县)

Tỉnh Hắc Long Giang
- Đại Khánh: Dorbod (杜尔伯特蒙古族自治县)

Tỉnh Chiết Giang
- Lệ Thủy: Cảnh Ninh (景宁畲族自治县)

Tỉnh Hồ Bắc
- Nghi Xương: Trường Dương (长阳土家族自治县), Ngũ Phong (五峰土家族自治县)

Tỉnh Hồ Nam
- Thiệu Dương: Thành Bộ (城步苗族自治县)
- Vĩnh Châu: Giang Hoa (江华瑶族自治县)
- Hoài Hóa: Ma Dương (麻阳苗族自治县), Tân Hoảng (新晃侗族自治县), Chỉ Giang (芷江侗族自治县), Tĩnh Châu (靖州苗族侗族自治县), Thông Đạo (通道侗族自治县)

Tỉnh Quảng Đông
- Thiều Quan: Nhũ Nguyên (乳源瑶族自治县)
- Thanh Viễn: Liên Sơn (连山壮族瑶族自治县), Liên Nam (连南瑶族自治县)

Khu tự trị dân tộc Choang Quảng Tây
- Liễu Châu: Dung Thủy (融水苗族自治县), Tam Giang (三江侗族自治县)
- Quế Lâm: Long Thắng (龙胜各族自治县), Cung Thành (恭城瑶族自治县)
- Bách Sắc: Long Lâm (隆林各族自治县)
- Hạ Châu: Phú Xuyên (富川瑶族自治县)
- Hà Trì: La Thành (罗城仫佬族自治县), Hoàn Giang (环江毛南族自治县), Ba Mã (巴马瑶族自治县), Đô An (都安瑶族自治县), Đại Hóa (大化瑶族自治县)
- Lai Tân: Kim Tú (金秀瑶族自治县)

Tỉnh Tứ Xuyên
- Miên Dương: Bắc Xuyên (北川羌族自治县)
- Lạc Sơn: Nga Biên (峨边彝族自治县), Mã Biên (马边彝族自治县)
- Lương Sơn: Mộc Lý (木里藏族自治县)

Tỉnh Quý Châu
- Tuân Nghĩa: Đạo Chân (道真仡佬族苗族自治县), Vụ Xuyên (务川仡佬族苗族自治县)
- An Thuận: Trấn Ninh (镇宁布依族苗族自治县), Quan Lĩnh (关岭布依族苗族自治县), Tử Vân (紫云苗族布依族自治县)
- Tất Tiết: Uy Ninh (威宁彝族回族苗族自治县)
- Đồng Nhân: Ngọc Bình (玉屏侗族自治县), Ấn Giang (印江土家族苗族自治县), Duyên Hà (沿河土家族自治县), Tùng Đào (松桃苗族自治县)
- Kiềm Nam: Tam Đô (三都水族自治县)

Tỉnh Vân Nam
- Côn Minh: Thạch Lâm (石林彝族自治县), Lộc Khuyến (禄劝彝族苗族自治县), Tầm Điện (寻甸回族彝族自治县)
- Ngọc Khê: Nga Sơn (峨山彝族自治县), Tân Bình (新平彝族傣族自治县), Nguyên Giang (元江哈尼族彝族傣族自治县)
- Lệ Giang: Ngọc Long (玉龙纳西族自治县), Ninh Lạng (宁蒗彝族自治县)
- Phổ Nhĩ: Ninh Nhĩ (宁洱哈尼族彝族自治县), Mặc Giang (墨江哈尼族自治县), Cảnh Đông (景东彝族自治县), Cảnh Cốc (景谷傣族彝族自治县), Trấn Nguyên (镇沅彝族哈尼族拉祜族自治县), Giang Thành (江城哈尼族彝族自治县), Mạnh Liên (孟连傣族拉祜族佤族自治县), Lan Thương (澜沧拉祜族自治县), Tây Minh (西盟佤族自治县)
- Lâm Thương: Song Giang (双江拉祜族佤族布朗族傣族自治县), Cảnh Mã (耿马傣族佤族自治县), Thương Nguyên (沧源佤族自治县)
- Hồng Hà: Bình Biên (屏边苗族自治县), Kim Bình (金平苗族瑶族傣族自治县), Hà Khẩu (河口瑶族自治县)
- Đại Lý: Dạng Tỵ (漾濞彝族自治县), Nam Giản (南涧彝族自治县), Nguy Sơn (巍山彝族回族自治县)
- Nộ Giang: Cống Sơn (贡山独龙族怒族自治县), Lan Bình (兰坪白族普米族自治县)
- Địch Khánh: Duy Tây (维西傈僳族自治县)

Tỉnh Cam Túc
- Thiên Thủy: Trương Gia Xuyên (张家川回族自治县)
- Vũ Uy: Thiên Chúc (天祝藏族自治县)
- Trương Dịch: Túc Nam (肃南裕固族自治县)
- Tửu Tuyền: Túc Bắc (肃北蒙古族自治县), Aksay (阿克塞哈萨克族自治县)
- Lâm Hạ: Đông Hương (东乡族自治县), Tích Thạch Sơn (积石山保安族东乡族撒拉族自治县)

Tỉnh Thanh Hải
- Tây Ninh: Đại Thông (大通回族土族自治县)
- Hải Đông: Dân Hòa (民和回族土族自治县), Hỗ Trợ (互助土族自治县), Hóa Long (化隆回族自治县), Tuần Hóa (循化撒拉族自治县)
- Hải Bắc: Môn Nguyên (门源回族自治县)
- Hoàng Nam: Hà Nam (河南蒙古族自治县)

Khu tự trị của người Duy Ngô Nhĩ Tân Cương
- Kumul: Barkol (巴里坤哈萨克自治县)
- Xương Cát: Mori (木垒哈萨克自治县)
- Bayingolin: Yên Kỳ (焉耆回族自治县)
- Kashgar: Taxkorgan (塔什库尔干塔吉克自治县)
- Ili: Qapqal (察布查尔锡伯自治县)
- Tháp Thành: Hoboksar (和布克赛尔蒙古自治县)

## Danh sách kỳ

### Kỳ
Khu tự trị Nội Mông Cổ
- Hohhot: Tumed Tả (土默特左旗)
- Bao Đầu: Tumed Hữu (土默特右旗), Darhan Muminggan (达尔罕茂明安联合旗)
- Xích Phong: Ar Horqin (阿鲁科尔沁旗), Baarin Tả (巴林左旗), Baarin Hữu (巴林右旗), Hexigten (克什克腾旗), Ongniud (翁牛特旗), Harqin (喀喇沁旗), Ngao Hán (敖汉旗)
- Thông Liêu: Horqin Tả Dực Trung (科尔沁左翼中旗), Horqin Tả Dực Hậu (科尔沁左翼后旗), Hure (库伦旗), Naiman (奈曼旗), Jarud (扎鲁特旗)
- Ordos: Dalat (达拉特旗), Jung Gar (准格尔旗), Otog Tiền (鄂托克前旗), Otog (鄂托克旗), Hanggin (杭锦旗), Uxen (乌审旗), Ejin Horo (伊金霍洛旗)
- Hulunbuir: Arun (阿荣旗), Morin Dawa (莫力达瓦达斡尔族自治旗), Oroqen (鄂伦春自治旗), Evenk (鄂温克族自治旗)
- Bayan Nur: Urat Tiền (乌拉特前旗), Urat Trung (乌拉特中旗), Urat Hậu (乌拉特后旗), Hanggin Hậu (杭锦后旗)
- Ulanqab: Chahar Hữu Dực Tiền (察哈尔右翼前旗), Chahar Hữu Dực Trung (察哈尔右翼中旗), Chahar Hữu Dực Hậu (察哈尔右翼后旗), Tứ Tử Vương (四子王旗)
- Hưng An: Horqin Hữu Dực Tiền (科尔沁右翼前旗), Horqin Hữu Dực Trung (科尔沁右翼中旗), Jalaid (扎赉特旗)
- Xilin Gol: Abag (阿巴嘎旗), Sonid Tả (苏尼特左旗), Sonid Hữu (苏尼特右旗), Đông Ujimqin (东乌珠穆沁旗), Tây Ujimqin (西乌珠穆沁旗), Taibus (太仆寺旗), Tương Hoàng (镶黄旗), Chính Tương Bạch (正镶白旗), Chính Lam (正蓝旗)
- Alxa: Alxa Tả (阿拉善左旗), Alxa Hữu (阿拉善右旗), Ejin (额济纳旗)

### Kỳ tự trị
Khu tự trị Nội Mông Cổ
- Hulunbuir: Morin Dawa (莫力达瓦达斡尔族自治旗), Oroqen (鄂伦春自治旗), Evenk (鄂温克族自治旗)

## Đơn vị hành chính không chính thức ngang cấp huyện
Tỉnh Sơn Tây
- Hãn Châu: Khu danh thắng phong cảnh núi Ngũ Đài (五台山风景名胜区)

Tỉnh Hồ Nam
- Hoài Hóa: Khu quản lý Hồng Giang (洪江管理区)

Tỉnh Thanh Hải
- Hải Tây: Khu hành chính Đại Sài Đán (大柴旦行政委员会)

Tân Cương
- Bayingolin: Khu khai phát kinh tế kĩ thuật Korla (库尔勒经济技术开发区)

## Đơn vị hành chính cấp huyện cũ của Trung Quốc

### Quận cũ
Quận cũ của các thành phố Trực thuộc Trung ương:
- Bắc Kinh
  - Yến Sơn (燕山区) nay thuộc quận Phòng Sơn
  - Sùng Văn (崇文区) nay thuộc quận Đông Thành
  - Tuyên Vũ (宣武区) nay thuộc quận Tây Thành
- Thiên Tân
  - Đường Cô (塘沽区) nay thuộc quận Tân Hải
  - Hán Cô (汉沽区) nay thuộc quận Tân Hải
  - Đại Cảng (大港区) nay thuộc quận Tân Hải
- Thượng Hải
  - Nam Thị (南市区) năm 2000 nhập vào quận Hoàng Phố cũ
  - Lô Loan (卢湾区) ngày 26/7/2011, cùng với quận Hoàng Phố cũ sáp nhập thành lập quận Hoàng Phố mới
  - Áp Bắc (闸北区) ngày 4/11/2015, cùng với quận Tĩnh An cũ sáp nhập thành lập quận Tĩnh An mới
  - Ngô Tùng (吴淞区) ngày 21/1/1988 cùng với huyện cũ Bảo Sơn (宝山县), sáp nhập thành lập quận Bảo Sơn
  - Nam Hối (南汇区) ngày 9/8/2009 sáp nhập vào quận Phố Đông

Quận cũ của các đơn vị hành chính cấp địa khu trực thuộc tỉnh:
Tỉnh Hà Bắc
- Thạch Gia Trang: Kiều Đông (桥东区)
- Bảo Định: Bắc Thị (北市区), Nam Thị (南市区)
- Trương Gia Khẩu: Trà Phường (茶坊区), Bàng Gia Bảo (庞家堡区)

Tỉnh Chiết Giang
- Hàng Châu: Bán Sơn (半山区) nay thuộc quận Củng Thự
- Ninh Ba: Giang Đông (江东区), Trấn Minh (镇明区)

Tỉnh Giang Tô
- Dương Châu: Duy Dương (维扬区)
- Hoài An: Thanh Hà (清河区), Thanh Phố (清浦区)
- Liên Vân Cảng: Tân Hải (新海区), Vân Đài (云台区), Tân Phố (新浦区)
- Tô Châu: Thương Lãng (沧浪区), Bình Giang (平江区), Kim Xương (金阊区)
- Thường Châu: Quảng Hóa (广化区), Thích Thự Yển (戚墅堰区)
- Từ Châu: Cửu Lý (九里区)
- Vô Tích: Sùng An (崇安区), Nam Trường (南长区), Bắc Đường (北塘区), Mã Sơn (马山区)
- Nam Kinh: Bạch Hạ (白下区), Hạ Quan (下关区), Đại Hán (大厂区)

Tỉnh An Huy
- Mã An Sơn: Kim Gia Trang (金家庄区), Hướng Sơn (向山区)
- Đồng Lăng: Đồng Quan Sơn (铜官山区), Sư Tử Sơn (狮子山区), Đồng Sơn (铜山区)
- Vu Hồ: Tân Vu (新芜区), Dụ Khê Khẩu (裕溪口区), Tứ Hạt Sơn (四褐山区)

Tỉnh Quảng Đông
- Thanh Viễn: Thanh Giao (清郊区)
- Dương Giang: Dương Đông (阳东区)
- Mậu Danh: Mậu Cảng (茂港区)
- Giang Môn: Giang Hải (江海区), Bồng Giang (蓬江区)
- Phật Sơn: Thạch Loan (石湾区)
- Sán Đầu: Đồng Bình (同平区), An Bình (安平区), Công Viên (公园区), Kim Sa (金沙区), Đạt Hào (达濠区), Kim Viên (金园区), Thăng Bình (升平区), Hà Phố (河浦区)
- Thâm Quyến: Sa Đầu Giác (沙头角区)
- Thiều Quan: Bắc Giang (北江区)
- Quảng Châu: Đông Sơn (东山区), Phương Thôn (芳村区), La Cương (萝岗区)

Tỉnh Tứ Xuyên
- Thành Đô: Đông Thành (东城区), Tây Thành (西城区), Kim Ngưu (金牛区)
- Đức Dương: Thị Trung (市中区)
- Miên Dương: Thị Trung (市中区)
- Toại Ninh: Thị Trung (市中区)
- Quảng Nguyên: Thị Trung (市中区)
- Thành phố cấp địa khu cũ Trùng Khánh: Vạn Thịnh (万盛区), Song Kiều (双桥区)
- Thành phố cấp địa khu cũ Vạn Huyện: Long Bảo (龙宝区), Thiên Thành (天城区), Ngũ Kiều (五桥区)
- Địa khu cũ Lạc Sơn: khu công nông Kim Khẩu Hà (金口河工农区)
- Địa khu cũ Nam Sung: khu công nông Hoa Vân (华云工农区)
- Địa khu cũ Đạt Châu: khu công nông Bạch Sa (白沙工农区)

Tỉnh Sơn Đông
- Thành phố cấp địa khu cũ Lai Vu: Lai Thành (莱城区), Cương Thành (钢城区)
- Tế Ninh: Thị Trung (市中区)
- Đông Dinh: Ngưu Trang (牛庄区)
- Thanh Đảo: Đài Đông (台东区), Tứ Phương (四方区), Thành Dương (城阳区), Thương Khẩu (沧口区), Lý Thương (李沧区)

Tỉnh Hồ Bắc
- Kinh Châu: Giang Lăng (江陵区)
- Kinh Môn: Sa Dương (沙洋区)
- Ngạc Châu: Hoàng Châu (黄州区)
- Tương Dương: Phàn Đông (樊东区), Phàn Tây (樊西区)

Tỉnh Hà Nam
- An Dương: Thiết Tây (铁西区)
- Bình Đỉnh Sơn: Vũ Cương (舞钢区)
- Khai Phong: Kim Minh (金明区)
- Trịnh Châu: Tân Mật (新密区), Kim Hải (金海区)

Tỉnh Giang Tây
- Nam Xương: Loan Lý (湾里区)
- Bình Hương: Thượng Lật (上栗区), Lô Khê (芦溪区)

Tỉnh Sơn Tây
- Thái Nguyên: Nam Thành (南城区), Bắc Thành (北城区), Hà Tây (河西区), Cổ Giao (古交工矿区), Nam Giao (南郊区), Bắc Giao (北郊区)
- Đại Đồng: Nam Giao (南郊区)

Tỉnh Hồ Nam
- Thiệu Dương: Kiều Đầu (桥头区)
- Hành Dương: Giang Đông (江东区), Thành Nam (城南区), Thành Bắc (城北区)
- Tương Đàm: Tương Giang (湘江区), Bản Đường (板塘区), Thiều Sơn (韶山区)

Tỉnh Liêu Ninh
- Thẩm Dương: Đông Lăng (东陵区)
- Cẩm Châu: Nam Phiếu (南票区), Hồ Lô Đảo (葫芦岛区)
- Bản Khê: Lập Tân (立新区)
- Dinh Khẩu: Bá Ngư Khuyên (鲅鱼圈区)
- Thiết Lĩnh: Thiết Pháp (铁法区)

Tỉnh Hắc Long Giang
- Cáp Nhĩ Tân: Thái Bình (太平区), Hương Phường (香坊区), Động Lực (动力区)
- Song Áp Sơn: Lĩnh Tây (岭西区)
- Y Xuân: Y Xuân (伊春区), Nam Xóa (南岔区), Hữu Hảo (友好区), Tây Lâm (西林区), Thúy Loan (翠峦区), Tân Thanh (新青区), Mỹ Khê (美溪区), Kim Sơn Đồn (金山屯区), Ngũ Doanh (五营区), Ô Mã Hà (乌马河区), Thang Vượng Hà (汤旺河区), Đới Lĩnh (带岭区), Ô Y Lĩnh (乌伊岭区), Hồng Tinh (红星区), Thượng Cam Lĩnh (上甘岭区)
- Giai Mộc Tư: Vĩnh Hồng (永红区)

Tỉnh Cát Lâm
- Bạch Sơn: Tam Xóa Tử (三岔子区)

Tỉnh Quý Châu
- Quý Dương: Tiểu Hà (小河区)
- Lục Bàn Thủy: Đặc khu Bàn Huyện (盘县特区)

Tỉnh Phúc Kiến
- Hạ Môn: Cổ Lãng Dữ (鼓浪屿区), Khai Nguyên (开元区)

Tỉnh Hải Nam
- Hải Khẩu: Tú Anh (秀英区), Chấn Đông (振东区), Tân Hoa (新华区)

Khu tự trị dân tộc Choang: Quảng Tây
- Hạ Châu: Khu quản lí Bình Quế (平桂管理区)
- Bắc Hải: Thiết Sơn Cảng (铁山港区)
- Ngô Châu: Bạch Vân (白云区), Điệp Sơn (蝶山区)
- Nam Ninh: Thành Bắc (城北区), Vĩnh Tân (永新区)

Khu tự trị người Duy Ngô Nhĩ: Tân Cương
- Ürümqi: Đông Sơn (东山区)

Khu tự trị dân tộc Hồi: Ninh Hạ
- Thạch Chủy Sơn: Thạch Chủy Sơn (石嘴山区), Thạch Thán Tỉnh (石炭井区)
- Ngân Xuyên: Tân Thành (新城区)

### Huyện cũ
- Thượng Hải:
  - Thượng Hải (上海县), nay thuộc quận Phố Đông
  - Xuyên Sa (川沙县), nay thuộc quận Phố Đông

## Thay đổi hành chính
- 03/04/2023
  - Tây Tạng: nâng các huyện Thác Na, Mễ Lâm thành thành phố cấp huyện cùng tên.
- 20/01/2023
  - Tân Cương: thành lập thành phố cấp huyện Bạch Dương (白杨市)
- 09/04/2021
  - Chiết Giang: Thành phố cấp địa khu Hàng Châu có sự thay đổi lớn về phân chia hành chính, cụ thể:
    - Thành lập quận Thượng Thành (mới) trên cơ sở sáp nhập diện tích và dân số của quận Thượng Thành (cũ) và phần lớn quận Giang Can vừa giải thể (trừ nhai đạo Hạ Sa và Bạch Dương).
    - Thành lập quận Củng Thự (mới) trên cơ sở sáp nhập diện tích và dân số của quận Hạ Thành (cũ) và quận Củng Thự (cũ).
    - Thành lập quận Lâm Bình trên cơ sở điều chỉnh một phần diện tích và dân số của quận Dư Hàng, gồm các nhai đạo Lâm Bình, Đông Hồ, Nam Uyển, Tinh Kiều, Vận Hà, Kiều Tư, Sùng Hiền và trấn Đường Thê. Quận Dư Hàng sau khi điều chỉnh địa giới hành chính còn lại các nhai đạo Dư Hàng, Thương Tiền, Nhàn Lâm, Ngũ Thường, Trung Thái, Lương Chử và các trấn Bình Dao, Kinh Sơn, Hoàng Hồ, Lô Điểu, Bách Trượng.
    - Thành lập quận Tiền Đường trên cơ sở điều chỉnh phần diện tích và dân số còn lại của quận Giang Can vừa giải thể sau khi đã thành lập quận Thượng Thành (mới), gồm nhai đạo Hạ Sa, Bạch Dương cùng một phần diện tích tự nhiên và dân số của quận Tiêu Sơn, bao gồm các nhai đạo Hà Trang, Nghĩa Bồng, Tân Loan, Lâm Giang.
- 20/03/2021
  - Hà Nam: chuyển thành phố cấp huyện Yển Sư thành quận. Bãi bỏ quận Cát Lợi, đem quận này sáp nhập vào huyện Mạnh Tân để thành lập quận Mạnh Tân
- 18/03/2021
  - Quý Châu: chuyển huyện Kiềm Tây thành thành phố cấp huyện Kiềm Tây
- 20/02/2021
  - Hồ Nam: chuyển huyện Kỳ Dương thành thành phố cấp huyện Kỳ Dương
- 01/02/2021
  - Phúc Kiến: chuyển huyện Trường Thái thành quận; chuyển thành phố cấp huyện Long Hải thành quận. Sáp nhập quận Mai Liệt vào quận Tam Nguyên. Thành lập quận Sa Huyện từ huyện Sa.
  - Quảng Tây: chuyển huyện Hoành thành thành phố cấp huyện Hoành Châu
  - Thiểm Tây: thành lập thành phố cấp huyện Tuần Dương từ huyện cùng tên.
  - Tứ Xuyên: chuyển huyện Hội Lý thành thành phố cấp huyện.
  - Vân Nam: chuyển huyện Lộc Phong thành thành phố cấp huyện.
- 29/01/2021
  - Thiểm Tây: chuyển huyện Phượng Tường thành quận.
  - Tân Cương: chuyển huyện Sa Loan (Tháp Thành) thành thành phố cấp huyện. Thành lập thành phố cấp huyện Tân Tinh trực thuộc khu tự trị Tân Cương.
- 17/7/2020
  - Quý Châu: bãi bỏ huyện Thủy Thành (水城县), thành lập quận Thủy Thành (水城区)
  - Giang Tô: bãi bỏ thành phố cấp huyện Hải Môn (海门市), thành lập quận Hải Môn (海门区); bãi bỏ quận Cảng Áp (港闸区), đem quận này nhập vào quận Sùng Xuyên (崇川区)
- 07/2020
  - An Huy: bãi bỏ huyện Phồn Xương (繁昌县), thành lập quận Phồn Xương (繁昌区); bãi bỏ huyện Vu Hồ (芜湖县), thành lập quận Loan Chỉ (湾沚区); bãi bỏ quận Tam Sơn (三山区), đem toàn bộ quận này nhập vào quận Dặc Giang (弋江区)
- 29/06/2020
  - Giang Tây: bãi bỏ huyện Long Nam (龙南县), thành lập thành phố cấp huyện Long Nam (龙南市)
  - Thanh Hải: bãi bỏ huyện Đồng Nhân (同仁县), thành lập thành phố cấp huyện Đồng Nhân (同仁市)
- 23/06/2020
  - Hà Bắc: đổi tên quận Kiều Đông (桥东区) thành quận Tương Đô (襄都区); đổi tên quận Kiều Tây (桥西区) thành quận Tín Đô (信都区); bãi bỏ huyện Hình Đài (邢台县), đem các nhai đạo trấn Dư Nhượng Kiều (豫让桥街道), Yến Gia Đồn (晏家屯镇), Chúc Thôn (祝村镇), Đông Uông (东汪镇) giao cho quận Tương Đô quản lý; đem các hương trấn Nam Thạch Môn (南石门镇), Dương Phạm (羊范镇), Hoàng Tự (皇寺镇), Hội Ninh (会宁镇), Tây Hoàng Thôn (西黄村镇), Lộ La (路罗镇), Tướng Quân Mộ (将军墓镇), Tương Thủy (浆水镇), Tống Gia Trang (宋家庄镇), Thái Tử Tỉnh (太子井乡), Long Tuyền Tự (龙泉寺乡), Bắc Tiểu Trang (北小庄乡), Thành Kế Đầu (城计头乡), Bạch Ngạn (白岸乡), Ký Gia Thôn (冀家村乡) giao cho quận Tín Đô quản lý; bãi bỏ huyện Nhâm (任县), thành lập quận Nhâm Trạch (任泽区); bãi bỏ huyện Nam Hòa (南和县), thành lập quận Nam Hòa (南和区)
- 22/06/2020
  - Sơn Đông: bãi bỏ huyện Trường Đảo (长岛县), đem huyện này sáp nhập vào thành phố cấp huyện Bồng Lai (蓬莱市) để thành lập quận mới có tên là Bồng Lai (蓬莱区)
- 19/06/2020
  - Tứ Xuyên: bãi bỏ huyện Tân Tân (新津县), thành lập quận Tân Tân (新津区)
  - Cát Lâm: đem thành phố cấp huyện Công Chúa Lĩnh (公主岭市) từ thành phố cấp địa khu Tứ Bình (四平市) chuyển sang cho thành phố cấp địa khu Trường Xuân (长春市) quản lí
- 12/06/2020
  - Hồ Bắc: bãi bỏ huyện Giam Lợi (监利县), thành lập thành phố cấp huyện Giam Lợi (监利市)
- 20/11/2019
  - Quảng Tây: bãi bỏ huyện Bình Quả (平果县), thành lập thành phố cấp huyện Bình Quả (平果市)
  - Tân Cương: bãi bỏ huyện Khố Xa (库车县), thành lập thành phố cấp huyện Khố Xa (库车市)
  - Vân Nam: bãi bỏ huyện Trừng Giang (澄江县), thành lập thành phố cấp huyện Trừng Giang (澄江市)
  - An Huy: bãi bỏ huyện Vô Vi (无为县), thành lập thành phố cấp huyện Vô Vi (无为市)
- 06/11/2019
  - Sơn Tây: bãi bỏ huyện Thái Cốc (太谷县), thành lập quận Thái Cốc (太谷区)
  - Giang Tây: sáp nhập quận Loan Lý (湾里区) vào quận Tân Kiến (新建区); thành lập quận Hồng Cốc Than (红谷滩区) từ nhai đạo Sa Tỉnh (沙井街道) và nhai đạo Vệ Đông (卫东街道) của quận Đông Hồ (东湖区) và trấn Sinh Mễ (生米镇) của quận Tân Kiến (新建区)
  - Thanh Hải: bãi bỏ huyện Hoàng Trung (湟中县), thành lập quận Hoàng Trung (湟中区)
  - Tân Cương: thành lập thành phố cấp huyện Hồ Dương Hà (胡杨河市)
- 16/08/2019
  - Chiết Giang: bãi bỏ trấn Long Cảng (龙港镇) của huyện Thương Nam (苍南县), thành lập thành phố cấp huyện Long Cảng (龙港市) trực thuộc tỉnh Chiết Giang do địa cấp thị Ôn Châu quản lí ở phần chung.
- 12/07/2019
  - An Huy: bãi bỏ huyện Quảng Đức (广德县), thành lập thành phố cấp huyện Quảng Đức (广德市)
  - Hồ Nam: bãi bỏ huyện Thiệu Đông (邵东县), thành lập thành phố cấp huyện Thiệu Đông (邵东市)
  - Tứ Xuyên: bãi bỏ huyện Xạ Hồng (射洪县), thành lập thành phố cấp huyện Xạ Hồng (射洪市)
  - Thiểm Tây: bãi bỏ huyện Tử Trường (子长县), thành lập thành phố cấp huyện Tử Trường (子长市)
  - Hà Nam: bãi bỏ huyện Trường Viên (长垣县), thành lập thành phố cấp huyện Trường Viên (长垣市)
  - Hắc Long Giang: bãi bỏ huyện Nộn Giang (嫩江县), thành lập thành phố cấp huyện Nộn Giang (嫩江市)
- 29/06/2019
  - Hắc Long Giang, địa cấp thị Y Xuân: bãi bỏ 2 quận Ô Y Lĩnh (乌伊岭区) và Thang Vượng Hà (汤旺河区), thành lập huyện Thang Vượng (汤旺县) từ các quận trên; bãi bỏ 3 quận Tân Thanh (新青区), Hồng Tinh (红星区) và Ngũ Doanh (五营区), thành lập huyện Phong Lâm (丰林县) từ các quận trên; bãi bỏ quận Đới Lĩnh (带岭区), thành lập huyện Đại Thiến Sơn (大箐山县) từ quận trên; bãi bỏ quận Nam Xóa (南岔区), thành lập huyện Nam Xóa (南岔县); bãi bỏ 2 quận Hữu Hảo (友好区) và Thượng Cam Lĩnh (上甘岭区), thành lập quận Hữu Hảo (友好区) mới từ 2 quận trên; bãi bỏ 2 quận Tây Lâm (西林区) và Kim Sơn Đồn (金山屯区), thành lập quận Kim Lâm (金林区) từ 2 quận trên; bãi bỏ 3 quận Ô Mã Hà (乌马河区), Y Xuân (伊春区) và Mỹ Khê (美溪区), thành lập quận Y Mỹ (伊美区) từ 2 quận Y Xuân, Mỹ Khê và một phần quận Ô Mã Hà; bãi bỏ quận Thúy Loan (翠峦区), thành lập quận Ô Thúy (乌翠区) từ một phần quận Ô Mã Hà và toàn bộ quận Thúy Loan; đem trấn Lãng Hương (朗乡镇) thuộc thành phố cấp huyện Thiết Lực (铁力市) chuyển sang cho huyện Đại Thiến Sơn quản lí.
- 27/06/2019
  - Giang Tây: bãi bỏ huyện Thượng Nhiêu (上饶县), thành lập quận Quảng Tín (广信区)
  - Sơn Đông: bãi bỏ huyện Trì Bình (茌平县), thành lập quận Trì Bình (茌平区)
  - Hà Nam: bãi bỏ huyện Hoài Dương (淮阳县), thành lập quận Hoài Dương (淮阳区)
  - Quảng Tây: bãi bỏ huyện Điền Dương (田阳县), thành lập quận Điền Dương (田阳区)
- 26/12/2018
  - Sơn Đông: bãi bỏ thành phố cấp địa khu Lai Vu (莱芜市), thành lập quận Lai Vu (莱芜区) trực thuộc thành phố cấp địa khu Tế Nam (济南市) từ quận Lai Thành (莱芜市莱城区) cũ; thành lập quận Cương Thành (钢城区) trực thuộc thành phố cấp địa khu Tế Nam từ quận Cương Thành (莱芜市钢城区) cũ
- 02/07/2018
  - Hà Bắc: bãi bỏ huyện Loan (滦县), thành lập thành phố cấp huyện Loan Châu (滦州市)
  - An Huy: bãi bỏ huyện Tiềm Sơn (潜山县), thành lập thành phố cấp huyện Tiềm Sơn (潜山市)
  - Sơn Đông: bãi bỏ huyện Châu Bình (邹平县), thành lập thành phố cấp huyện Châu Bình (邹平市)
  - Quảng Tây: bãi bỏ huyện Lệ Phố (荔浦县), thành lập thành phố cấp huyện Lệ Phố (荔浦市)
  - Quý Châu: bãi bỏ huyện Hưng Nhân (兴仁县), thành lập thành phố cấp huyện Hưng Nhân (兴仁市)
  - Vân Nam: bãi bỏ huyện Thủy Phú (水富县), thành lập thành phố cấp huyện Thủy Phú (水富市)
  - Cam Túc: bãi bỏ huyện Hoa Đình (华亭县), thành lập thành phố cấp huyện Hoa Đình (华亭市)
- 22/02/2018
  - Sơn Tây: bãi bỏ huyện Hoài Nhân (怀仁县), thành lập thành phố cấp huyện Hoài Nhân (怀仁市)
  - Thiểm Tây: bãi bỏ huyện Bân (彬县), thành lập thành phố cấp huyện Bân Châu (彬州市)
  - Thanh Hải: bãi bỏ 2 khu quản lí hành chính Mang Nhai (茫崖行政委员会) và Lãnh Hồ (冷湖行政委员会), thành lập thành phố cấp huyện Mang Nhai (茫崖市) từ 2 khu quản lí này
  - Giang Tô: bãi bỏ huyện Hải An (海安县), thành lập thành phố cấp huyện Hải An (海安市)
  - Hắc Long Giang: bãi bỏ huyện Mạc Hà (漠河县), thành lập thành phố cấp huyện Mạc Hà (漠河市)
  - Hồ Bắc: bãi bỏ huyện Kinh Sơn (京山县), thành lập thành phố cấp huyện Kinh Sơn (京山市)
- 09/02/2018
  - Sơn Tây: bãi bỏ 3 quận Thành (城区), Nam Giao (南郊区), Khoáng (矿区) của thành phố cấp địa khu Đại Đồng (大同市); đem các nhai đạo Nam Quan (南关街道), Bắc Quan (北关街道), Đông Nhai (东街街道), Tây Nhai (西街街道), Nam Nhai (南街街道), Bắc Nhai (北街街道), Tân Kiến Nam Lộ (新建南路街道), Tân Kiến Bắc Lộ (新建北路街道), Đại Khánh Lộ (大庆路街道), Tân Hoa Nhai (新华街街道), Hướng Dương Lý (向阳里街道), Chấn Hoa Nam (振华南街街道) của quận Thành và các hương Thủy Bạc Tự (水泊寺乡), Tân Vượng (新旺乡), Mã Quân Doanh (马军营乡) của quận Nam Giao để thành lập quận Bình Thành (平城区); đem các nhai đạo Tây Hoa Viên (西花园街道), Lão Bình Vượng (老平旺街道) của quận Thành và các hương trấn Cao Sơn (高山镇), Vân Cương (云冈镇), Khẩu Tuyền (口泉乡), Bình Vượng (平旺乡), Tây Hàn Lĩnh (西韩岭乡), Nha Nhi Nhai (鸦儿崖乡) của quận Nam Giao cùng toàn bộ quận Khoáng cũ để thành lập quận Vân Cương (云冈区); đem trấn Cổ Điếm (古店镇) của quận Nam Giao giao cho quận Tân Vinh (新荣区) quản lí; bãi bỏ huyện Đại Đồng (大同县), thành lập quận Vân Châu (云州区)
  - Giang Tây: bãi bỏ huyện Dư Giang (余江县), thành lập quận Dư Giang (余江区)
  - Vân Nam: bãi bỏ huyện Mã Long (马龙县), thành lập quận Mã Long (马龙区)
  - Quảng Đông: đem các nhai đạo Quang Minh (光明街道), Công Minh (公明街道), Tân Hồ (新湖街道), Phượng Hoàng (凤凰街道), Ngọc Đường (玉塘街道), Mã Điền (马田街道) của quận Bảo An (宝安区) để thành lập quận Quang Minh (光明区)
  - Sơn Đông: bãi bỏ huyện Tế Dương (济阳县), thành lập quận Tế Dương (济阳区)
  - Sơn Tây: bãi bỏ quận Thành (城区) và quận Giao (郊区), thành lập quận Lộ Châu (潞州区) từ 2 quận này; bãi bỏ huyện Trường Trị (长治县), thành lập quận Thượng Đảng (上党区); bãi bỏ huyện Đồn Lưu (屯留县), thành lập quận Đồn Lưu (屯留区); bãi bỏ thành phố cấp huyện Lộ Thành (潞城市), thành lập quận Lộ Thành (潞城区)
  - Hồ Nam: bãi bỏ huyện Chu Châu (株洲县), thành lập quận Lục Khẩu (渌口区)
  - Tứ Xuyên: bãi bỏ huyện Nghi Tân (宜宾县), thành lập quận Tự Châu (叙州区) từ huyện Nghi Tân cũ (không bao gồm các trấn Khổng Than (孔滩镇), Vương Trường (王场镇), Bạch Hoa (白花镇), Vĩnh Hưng (永兴镇), Song Nghị (双谊镇)) cùng với các trấn nhai đạo Nam Ngạn (南岸街道), Triệu Trường (赵场街道), Nam Quảng (南广镇) của quận Thúy Bình (翠屏区); đem các trấn Khổng Than, Vương Trường, Bạch Hoa, Vĩnh Hưng, Song Nghị của huyện cũ Nghi Tân giao cho quận Thúy Bình quản lí
- 18/07/2017
  - Chiết Giang: bãi bỏ thành phố cấp huyện Lâm An (临安市), thành lập quận Lâm An (临安区)
  - Phúc Kiến: bãi bỏ thành phố cấp huyện Trường Lạc (长乐市), thành lập quận Trường Lạc (长乐区)
  - Giang Tây: bãi bỏ huyện Cửu Giang (九江县), thành lập quận Sài Tang (柴桑区)
  - Sơn Đông: bãi bỏ thành phố cấp huyện Tức Mặc (即墨市), thành lập quận Tức Mặc (即墨区)
  - Tứ Xuyên: bãi bỏ huyện La Giang (罗江县), thành lập quận La Giang (罗江区)
  - Thiểm Tây: bãi bỏ huyện Nam Trịnh (南郑县), thành lập quận Nam Trịnh (南郑区)
  - Tây Tạng: bãi bỏ huyện Dagzê (达孜县), thành lập quận Dagzê (达孜区); bãi bỏ địa khu Nagqu (那曲地区), thành lập địa cấp thị Nagqu (那曲市) từ địa khu Nagqu cũ; bãi bỏ huyện Nagqu (那曲县), thành lập quận Seni (色尼区) trực thuộc địa cấp thị Nagqu
- 09/04/2017
  - Hà Bắc: bãi bỏ huyện Bình Tuyền (平泉县), thành lập thành phố cấp huyện Bình Tuyền (平泉市)
  - Chiết Giang: bãi bỏ huyện Ngọc Hoàn (玉环县), thành lập thành phố cấp huyện Ngọc Hoàn (玉环市)
  - Thiểm Tây: bãi bỏ huyện Thần Mộc (神木县), thành lập thành phố cấp huyện Thần Mộc (神木市)
  - Tứ Xuyên: bãi bỏ huyện Long Xương (隆昌县), thành lập thành phố cấp huyện Long Xương (隆昌市)
  - Hồ Nam: bãi bỏ huyện Ninh Hương (宁乡县), thành lập thành phố cấp huyện Ninh Hương (宁乡市)
  - Quý Châu: bãi bỏ huyện Bàn (盘县), thành lập thành phố cấp huyện Bàn Châu (盘州市)
- 24/11/2016
  - Trùng Khánh: bãi bỏ huyện Lương Bình (梁平县), thành lập quận Lương Bình (梁平区); bãi bỏ huyện Vũ Long (武隆县), thành lập quận Vũ Long (武隆区)
  - Tứ Xuyên: bãi bỏ huyện Bì (郫县), thành lập quận Bì Đô (郫都区)
  - Vân Nam: bãi bỏ huyện Tấn Ninh (晋宁县), thành lập quận Tấn Ninh (晋宁区)
  - Thiểm Tây: bãi bỏ huyện Hộ (户县), thành lập quận Hộ Ấp (鄠邑区)
  - Hà Nam: bãi bỏ huyện Hứa Xương (许昌县), thành lập quận Kiến An (建安区)
  - Quảng Tây: bãi bỏ thành phố cấp huyện Nghi Châu (宜州市), thành lập quận Nghi Châu (宜州区)
  - Giang Tây: bãi bỏ huyện Đông Hương (东乡县), thành lập quận Đông Hương (东乡区)
- 14/09/2016
  - Sơn Đông: bãi bỏ thành phố cấp huyện Chương Khâu (章丘市), thành lập quận Chương Khâu (章丘区)
  - Giang Tây: bãi bỏ huyện Cống (赣县), thành lập quận Cống Huyện (赣县区)
  - Hà Bắc: bãi bỏ huyện Phì Hương (肥乡县), thành lập quận Phì Hương (肥乡区); bãi bỏ huyện Vĩnh Niên (永年县), thành lập quận Vĩnh Niên (永年区); bãi bỏ huyện Hàm Đan (邯郸县), đem các hương trấn Hà Sa Trấn (河沙镇镇), Nam Bảo (南堡乡), Đại Triệu (代召乡) của huyện Hàm Đan giao cho quận Hàm Sơn (邯山区) quản lí; đem các hương trấn Thượng Bích (尚璧镇), Nam Lữ Cố (南吕固乡), Kiêm Trang (兼庄乡), Tam Lăng (三陵乡) của huyện Hàm Đan giao cho quận Tùng Đài (丛台区) quản lí; đem các hương trấn Cao Dũng (高臾镇), Quang Lộc (光禄镇), Tân Trang Doanh (辛庄营乡), Hoa Quan Doanh (花官营乡), Đài Thành (台城乡) của huyện Từ (磁县) giao cho quận Hàm Sơn quản lí; đem các hương trấn Lâm Đàn (林坛镇), Nam Thành (南城乡) của huyện Từ giao cho quận Phúc Hưng (复兴区) quản lí; đem các hương trấn Nam Duyên Thôn (南沿村镇), Tiểu Tây Bảo (小西堡乡), Diêu Trại (姚寨乡) của huyện Vĩnh Niên giao cho quận Tùng Đài quản lí
  - Chiết Giang: bãi bỏ thành phố cấp huyện Phụng Hóa (奉化市), thành lập quận Phụng Hóa (奉化区); bãi bỏ quận Giang Đông (江东区), đem nhập vào quận Ngân Châu (鄞州区); đem các hương trấn nhai đạo Tập Sĩ Cảng (集士港镇), Cổ Lâm (古林镇), Cao Kiều (高桥镇), Hoành Nhai (横街镇), Ngân Giang (鄞江镇), Động Kiều (洞桥镇), Chương Thủy (章水镇), Long Quán (龙观乡), Thạch Khế (石碶街道) của quận Ngân Châu giao cho quận Hải Thự (海曙区) quản lí
  - Quảng Đông: đem các nhai đạo Long Hoa (龙华街道), Đại Lãng (大浪街道), Dân Trị (民治街道), Quan Hồ (观湖街道), Phúc Thành (福城街道), Quan Lan (观澜街道) của quận Bảo An (宝安区) để thành lập quận Long Hoa (龙华区); đem các nhai đạo Bình Sơn (坪山街道), Khanh Tử (坑梓街道) của quận Long Cương (龙岗区) để thành lập quận Bình Sơn (坪山区)
- 16/06/2016
  - Vân Nam: bãi bỏ huyện Lô Thủy (泸水县), thành lập thành phố cấp huyện Lô Thủy (泸水市)
- 08/06/2016
  - Thượng Hải: bãi bỏ huyện Sùng Minh (崇明县), thành lập quận Sùng Minh (崇明区)
  - Thiên Tân: bãi bỏ huyện Kế (蓟县), thành lập quận Kế Châu (蓟州区)
  - Trùng Khánh: bãi bỏ huyện Khai (开县), thành lập quận Khai Châu (开州区)
  - Giang Tô: bãi bỏ 2 quận Thanh Hà (清河区) và Thanh Phố (清浦区), thành lập quận Thanh Giang Phố (清江浦区) từ 2 quận này; bãi bỏ huyện Hồng Trạch (洪泽县), thành lập quận Hồng Trạch (洪泽区)
  - Quảng Tây: đem các hương trấn nhai đạo Hoàng Điền (黄田镇), Nga Đường (鹅塘镇), Sa Điền (沙田镇), Công Hội (公会镇), Thủy Khẩu (水口镇), Vọng Cao (望高镇), Dương Đầu (羊头镇), Đại Bình (大平瑶族乡) và Tây Loan (西湾街道) của quận Bát Bộ (八步区) để thành lập quận Bình Quế (平桂区)
  - Nội Mông: đem các nhai đạo Cáp Ba Cách Hy (哈巴格希街道), Thanh Xuân Sơn (青春山街道), Tân Hà (滨河街道) của quận Đông Thắng (东胜区) để thành lập quận Khang Ba Thập (康巴什区)
  - Hà Bắc: bãi bỏ thành phố cấp huyện Ký Châu (冀州市), thành lập quận Ký Châu (冀州区)
  - Thiểm Tây: bãi bỏ huyện An Tắc (安塞县), thành lập quận An Tắc (安塞区)
  - Sơn Đông: bãi bỏ huyện Khẩn Lợi (垦利县), thành lập quận Khẩn Lợi (垦利区)
- 03/05/2016
  - Tứ Xuyên: đem thành phố cấp huyện Giản Dương (简阳市) từ thành phố cấp địa khu Tư Dương (资阳市) chuyển sang cho thành phố cấp địa khu Thành Đô (成都市) quản lí
- 29/04/2016
  - Giang Tây: bãi bỏ huyện Tinh Tử (星子县), thành lập thành phố cấp huyện Lư Sơn (庐山市) từ huyện cũ Tinh Tử và trấn Cổ Lĩnh (牯岭镇) của quận Lư Sơn (庐山区); đổi tên quận Lư Sơn thành quận Liêm Khê (濂溪区); đem nông trường chè Vân Vụ Lư Sơn (庐山云雾茶场) (gồm cả nhân khẩu của khu phong cảnh Tiễn Đao Hạp (剪刀峡景区)) và Viện nghiên cứu trà Lư Sơn (庐山茶科所) của trấn Trại Dương (赛阳镇) thuộc quận Liêm Khê và lâm trường Liên Hoa (莲花林场) của trấn Trú Liên Hoa (驻莲花镇) cùng với toàn bộ phạm vi của khu quản lí nông trường chè trấn Hải Hội (海会镇庐山茶场) giao cho trấn Cổ Lĩnh quản lí; đem các thôn cư Cao Lũng (高垅), Lư Sơn Thủy Nê Xưởng (庐山水泥厂), Ngũ Tinh (五星), Song Lũng (双垅), Ngân Môn (银门), Cốc Sơn (谷山), Thanh Sơn (青山) của trấn Hải Hội (quận Liêm Khê) thành lập hương Cao Lũng (高垅乡); đem các thôn cư Hải Hội (海会), Lư Tinh (庐星), Bành Sơn (彭山), Trường Lĩnh (长岭), Ngũ Châu (五洲), Quang Minh (光明) của trấn Hải Hội giao cho thành phố cấp huyện Lư Sơn quản lí; đổi tên trấn Liệu Hoa (蓼花镇) thành trấn Tinh Tử (星子镇)
- 20/03/2016
  - Liêu Ninh: bãi bỏ huyện Đại Oa (大洼县), thành lập quận Đại Oa (大洼区)
  - Vân Nam: bãi bỏ huyện Triêm Ích (沾益县), thành lập quận Triêm Ích (沾益区)
  - Quảng Tây: bãi bỏ huyện Liễu Giang (柳江县), thành lập quận Liễu Giang (柳江区)
  - Tứ Xuyên: bãi bỏ huyện An (安县), thành lập quận An Châu (安州区)
  - Quý Châu: bãi bỏ huyện Tuân Nghĩa (遵义县), thành lập quận Bá Châu (播州区) từ huyện Tuân Nghĩa cũ (không bao gồm các trấn Sơn Bồn (山盆镇), Chi Ma (芝麻镇), Sa Loan (沙湾镇), Mao Thạch (毛石镇), Tùng Lâm (松林镇), Tân Chu (新舟镇), Hà Tử (虾子镇), Tam Độ (三渡镇), Vĩnh Lạc (永乐镇), Lạt Bá (喇叭镇) của huyện này); đem các trấn Sơn Bồn, Chi Ma, Sa Loan, Mao Thạch, Tùng Lâm của huyện Tuân Nghĩa cũ giao cho quận Hối Xuyên (汇川区) quản lí; đem các trấn Tân Chu, Hà Tử, Tam Độ, Vĩnh Lạc, Lạt Bá của huyện Tuân Nghĩa cũ và nhai đạo Bắc Kinh Lộ (北京路街道) của quận Hối Xuyên giao cho quận Hồng Hoa Cương (红花岗区) quản lí
- 13/01/2016
  - Hắc Long Giang: bãi bỏ huyện Phủ Viễn (抚远县), thành lập thành phố cấp huyện Phủ Viễn (抚远市)
- 07/01/2016
  - Hà Bắc: bãi bỏ quận Tuyên Hóa (宣化区) và huyện Tuyên Hóa (宣化县), thành lập quận Tuyên Hóa (宣化区) từ quận cũ Tuyên Hóa và huyện cũ Tuyên Hoá (không bao gồm các hương trấn Sa Lĩnh Tử (沙岭子镇), Đại Thương Cái (大仓盖镇), Diêu Gia Phòng (姚家房镇), Đông Vọng Sơn (东望山乡) của huyện này); đem các hương trấn Đại Thương Cái, Đông Vọng Sơn của huyện Tuyên Hóa cũ giao cho quận Kiều Đông (桥东区) quản lí; đem các trấn Sa Lĩnh Tử, Diêu Gia Phòng của huyện Tuyên Hóa cũ giao cho quận Kiều Tây (桥西区) quản lí; bãi bỏ huyện Vạn Toàn (万全县), thành lập quận Vạn Toàn (万全区); bãi bỏ huyện Sùng Lễ (崇礼县), thành lập quận Sùng Lễ (崇礼区)
  - Liêu Ninh: bãi bỏ huyện Liêu Trung (辽中县), thành lập quận Liêu Trung (辽中区)
  - Sơn Đông: bãi bỏ huyện Định Đào (定陶县), thành lập quận Định Đào (定陶区)
  - Tây Tạng: bãi bỏ địa khu Sơn Nam (山南地区), thành lập thành phố cấp địa khu Sơn Nam (山南市) từ địa khu cũ Sơn Nam; bãi bỏ huyện Nêdong (乃东县), thành lập quận Nêdong (乃东区) trực thuộc thành phố cấp địa khu Sơn Nam
  - Tân Cương: bãi bỏ địa khu Kumul (哈密地区), thành lập địa cấp thị Kumul (哈密市) từ địa khu Kumul cũ; bãi bỏ huyện cấp thị Kumul (哈密市), thành lập quận Y Châu (伊州区) trực thuộc địa cấp thị Kumul; thành lập thành phố cấp huyện Côn Ngọc (昆玉市) trực thuộc Tân Cương

### Danh sách đơn vị hành chính cấp tỉnh của Trung Quốc
Một cách không chính thức, Trung Quốc được chia ra thành 6 vùng bao gồm 4 thành phố trực thuộc trung ương, 22 tỉnh và 5 khu tự trị
- Hoa Bắc (华北地区) có 5 đơn vị hành chính cấp tỉnh gồm 2 thành phố trực thuộc TW, 2 tỉnh và 1 khu tự trị
  - Thành phố trực thuộc TW: Bắc Kinh (北京市), Thiên Tân (天津市)
  - Tỉnh: Hà Bắc (河北省), Sơn Tây (山西省)
  - Khu tự trị: Nội Mông (内蒙古自治区)
- Đông Bắc (东北地区) có 3 đơn vị hành chính cấp tỉnh gồm 3 tỉnh
  - Tỉnh: Liêu Ninh (辽宁省), Cát Lâm (吉林省), Hắc Long Giang (黑龙江省)
- Hoa Đông (华东地区) có 7 đơn vị hành chính cấp tỉnh gồm 1 thành phố trực thuộc TW và 6 tỉnh
  - Thành phố trực thuộc TW: Thượng Hải (上海市)
  - Tỉnh: Giang Tô (江苏省), Chiết Giang (浙江省), An Huy (安徽省), Phúc Kiến (福建省), Giang Tây (江西省), Sơn Đông (山东省)
- Trung Nam (中南地区) có 6 đơn vị hành chính cấp tỉnh gồm 5 tỉnh và 1 khu tự trị
  - Tỉnh: Hà Nam (河南省), Hồ Bắc (湖北省), Hồ Nam (湖南省), Quảng Đông (广东省), Hải Nam (海南省)
  - Khu tự trị: Quảng Tây (广西壮族自治区)
- Tây Nam (西南地区) có 5 đơn vị hành chính cấp tỉnh gồm 1 thành phố trực thuộc TW, 3 tỉnh và 1 khu tự trị
  - Thành phố trực thuộc TW: Trùng Khánh (重庆市)
  - Tỉnh: Tứ Xuyên (四川省), Quý Châu (贵州省), Vân Nam (云南省)
  - Khu tự trị: Tây Tạng (西藏自治区)
- Tây Bắc (西北地区) có 5 đơn vị hành chính cấp tỉnh gồm 3 tỉnh và 2 khu tự trị
  - Tỉnh: Thiểm Tây (陕西省), Cam Túc (甘肃省), Thanh Hải (青海省)
  - Khu tự trị: Ninh Hạ (宁夏回族自治区), Tân Cương (新疆维吾尔自治区)

### Danh sách đơn vị hành chính cấp địa khu của Trung Quốc
Trung Quốc có 333 đơn vị hành chính cấp địa khu, bao gồm 15 thành phố cấp phó tỉnh, 278 thành phố cấp địa khu, 7 địa khu, 30 châu tự trị và 3 minh
- Thành phố cấp địa khu: Thạch Gia Trang (石家庄市), Đường Sơn (唐山市), Tần Hoàng Đảo (秦皇岛市), Hàm Đan (邯郸市), Hình Đài (邢台市), Bảo Định (保定市), Trương Gia Khẩu (张家口市), Thừa Đức (承德市), Thương Châu (沧州市), Lang Phường (廊坊市), Hành Thủy (衡水市), Thái Nguyên (太原市), Đại Đồng (大同市), Dương Tuyền (阳泉市), Trường Trị (长治市), Tấn Thành (晋城市), Sóc Châu (朔州市), Tấn Trung (晋中市), Vận Thành (运城市), Hãn Châu (忻州市), Lâm Phần (临汾市), Lữ Lương (吕梁市), Hohhot (呼和浩特市), Bao Đầu (包头市), Ô Hải (乌海市), Xích Phong (赤峰市), Thông Liêu (通辽市), Ordos (鄂尔多斯市), Hulunbuir (呼伦贝尔市), Bayan Nur (巴彦淖尔市), Ulanqab (乌兰察布市), Thẩm Dương (沈阳市), Đại Liên (大连市), An Sơn (鞍山市), Phủ Thuận (抚顺市), Bản Khê (本溪市), Đan Đông (丹东市), Cẩm Châu (锦州市), Dinh Khẩu (营口市), Phụ Tân (阜新市), Liêu Dương (辽阳市), Bàn Cẩm (盘锦市), Thiết Lĩnh (铁岭市), Triều Dương (朝阳市), Hồ Lô Đảo (葫芦岛市), Trường Xuân (长春市), Cát Lâm (吉林市), Tứ Bình (四平市), Liêu Nguyên (辽源市), Thông Hóa (通化市), Bạch Sơn (白山市), Tùng Nguyên (松原市), Bạch Thành (白城市), Cáp Nhĩ Tân (哈尔滨市), Tề Tề Cáp Nhĩ (齐齐哈尔市), Kê Tây (鸡西市), Hạc Cương (鹤岗市), Song Áp Sơn (双鸭山市), Đại Khánh (大庆市), Y Xuân (伊春市), Giai Mộc Tư (佳木斯市), Thất Đài Hà (七台河市), Mẫu Đơn Giang (牡丹江市), Hắc Hà (黑河市), Tuy Hóa (绥化市), Nam Kinh (南京市), Vô Tích (无锡市), Từ Châu (徐州市), Thường Châu (常州市), Tô Châu (苏州市), Nam Thông (南通市), Liên Vân Cảng (连云港市), Hoài An (淮安市), Diêm Thành (盐城市), Dương Châu (扬州市), Trấn Giang (镇江市), Thái Châu (泰州市), Tú Thiên (宿迁市), Hàng Châu (杭州市), Ninh Ba (宁波市), Ôn Châu (温州市), Gia Hưng (嘉兴市), Hồ Châu (湖州市), Thiệu Hưng (绍兴市), Kim Hoa (金华市), Cù Châu (衢州市), Chu San (舟山市), Thai Châu (台州市), Lệ Thủy (丽水市), Hợp Phì (合肥市), Vu Hồ (芜湖市), Bạng Phụ (蚌埠市), Hoài Nam (淮南市), Mã An Sơn (马鞍山市), Hoài Bắc (淮北市), Đồng Lăng (铜陵市), An Khánh (安庆市), Hoàng Sơn (黄山市), Trừ Châu (滁州市), Phụ Dương (阜阳市), Túc Châu (宿州市), Lục An (六安市), Bạc Châu (亳州市), Trì Châu (池州市), Tuyên Thành (宣城市), Phúc Châu (福州市), Hạ Môn (厦门市), Phủ Điền (莆田市), Tam Minh (三明市), Tuyền Châu (泉州市), Chương Châu (漳州市), Nam Bình (南平市), Long Nham (龙岩市), Ninh Đức (宁德市), Nam Xương (南昌市), Cảnh Đức Trấn (景德镇市), Bình Hương (萍乡市), Cửu Giang (九江市), Tân Dư (新余市), Ưng Đàm (鹰潭市), Cám Châu (赣州市), Cát An (吉安市), Nghi Xuân (宜春市), Phủ Châu (抚州市), Thượng Nhiêu (上饶市), Tế Nam (济南市), Thanh Đảo (青岛市), Truy Bác (淄博市), Tảo Trang (枣庄市), Đông Dinh (东营市), Yên Đài (烟台市), Duy Phường (潍坊市), Tế Ninh (济宁市), Thái An (泰安市), Uy Hải (威海市), Nhật Chiếu (日照市), Lâm Nghi (临沂市), Đức Châu (德州市), Liêu Thành (聊城市), Tân Châu (滨州市), Hà Trạch (菏泽市), Trịnh Châu (郑州市), Khai Phong (开封市), Lạc Dương (洛阳市), Bình Đỉnh Sơn (平顶山市), An Dương (安阳市), Hạc Bích (鹤壁市), Tân Hương (新乡市), Tiêu Tác (焦作市), Bộc Dương (濮阳市), Hứa Xương (许昌市), Tháp Hà (漯河市), Tam Môn Hiệp (三门峡市), Nam Dương (南阳市), Thương Khâu (商丘市), Tín Dương (信阳市), Chu Khẩu (周口市), Trú Mã Điếm (驻马店市), Vũ Hán (武汉市), Hoàng Thạch (黄石市), Thập Yển (十堰市), Nghi Xương (宜昌市), Tương Dương (襄阳市), Ngạc Châu (鄂州市), Kinh Môn (荆门市), Hiếu Cảm (孝感市), Kinh Châu (荆州市), Hoàng Cương (黄冈市), Hàm Ninh (咸宁市), Tùy Châu (随州市), Trường Sa (长沙市), Chu Châu (株洲市), Tương Đàm (湘潭市), Hành Dương (衡阳市), Thiệu Dương (邵阳市), Nhạc Dương (岳阳市), Thường Đức (常德市), Trương Gia Giới (张家界市), Ích Dương (益阳市), Sâm Châu (郴州市), Vĩnh Châu (永州市), Hoài Hóa (怀化市), Lâu Để (娄底市), Quảng Châu (广州市), Thiều Quan (韶关市), Thâm Quyến (深圳市), Châu Hải (珠海市), Sán Đầu (汕头市), Phật Sơn (佛山市), Giang Môn (江门市), Trạm Giang (湛江市), Mậu Danh (茂名市), Triệu Khánh (肇庆市), Huệ Châu (惠州市), Mai Châu (梅州市), Sán Vĩ (汕尾市), Hà Nguyên (河源市), Dương Giang (阳江市), Thanh Viễn (清远市), Đông Hoản (东莞市), Trung Sơn (中山市), Triều Châu (潮州市), Yết Dương (揭阳市), Vân Phù (云浮市), Nam Ninh (南宁市), Liễu Châu (柳州市), Quế Lâm (桂林市), Ngô Châu (梧州市), Bắc Hải (北海市), Phòng Thành Cảng (防城港市), Khâm Châu (钦州市), Quý Cảng (贵港市), Ngọc Lâm (玉林市), Bách Sắc (百色市), Hạ Châu (贺州市), Hà Trì (河池市), Lai Tân (来宾市), Sùng Tả (崇左市), Hải Khẩu (海口市), Tam Á (三亚市), Đam Châu (儋州市), Thành Đô (成都市), Tự Cống (自贡市), Phàn Chi Hoa (攀枝花市), Lô Châu (泸州市), Đức Dương (德阳市), Miên Dương (绵阳市), Quảng Nguyên (广元市), Toại Ninh (遂宁市), Nội Giang (内江市), Lạc Sơn (乐山市), Nam Sung (南充市), Mi Sơn (眉山市), Nghi Tân (宜宾市), Quảng An (广安市), Đạt Châu (达州市), Nhã An (雅安市), Ba Trung (巴中市), Tư Dương (资阳市), Quý Dương (贵阳市), Lục Bàn Thủy (六盘水市), Tuân Nghĩa (遵义市), An Thuận (安顺市), Tất Tiết (毕节市), Đồng Nhân (铜仁市), Côn Minh (昆明市), Khúc Tĩnh (曲靖市), Ngọc Khê (玉溪市), Bảo Sơn (保山市), Chiêu Thông (昭通市), Lệ Giang (丽江市), Phổ Nhĩ (普洱市), Lâm Thương (临沧市), Lhasa (拉萨市), Xigazê (日喀则市), Qamdo (昌都市), Nyingchi (林芝市), Sơn Nam (山南市), Nagqu (那曲市), Tây An (西安市), Đồng Xuyên (铜川市), Bảo Kê (宝鸡市), Hàm Dương (咸阳市), Vị Nam (渭南市), Diên An (延安市), Hán Trung (汉中市), Du Lâm (榆林市), An Khang (安康市), Thương Lạc (商洛市), Lan Châu (兰州市), Gia Dục Quan (嘉峪关市), Kim Xương (金昌市), Bạch Ngân (白银市), Thiên Thủy (天水市), Vũ Uy (武威市), Trương Dịch (张掖市), Bình Lương (平凉市), Tửu Tuyền (酒泉市), Khánh Dương (庆阳市), Định Tây (定西市), Lũng Nam (陇南市), Tây Ninh (西宁市), Hải Đông (海东市), Ngân Xuyên(银川市), Thạch Chủy Sơn (石嘴山市), Ngô Trung (吴忠市), Cố Nguyên (固原市), Trung Vệ (中卫市), Ürümqi (乌鲁木齐市), Karamay (克拉玛依市), Turfan (吐鲁番市), Kumul (哈密市)
- Địa khu: Đại Hưng An Lĩnh (大兴安岭地区), Ngari (阿里地区), Aksu (阿克苏地区), Kashgar (喀什地区), Hòa Điền (和田地区), Tháp Thành (塔城地区), Altay (阿勒泰地区)
- Châu tự trị: Diên Biên (延边朝鲜族自治州), Ân Thi (恩施土家族苗族自治州), Tương Tây (湘西土家族苗族自治州), Ngawa (阿坝藏族羌族自治州), Garzê (甘孜藏族自治州), Lương Sơn (凉山彝族自治州), Kiềm Tây Nam (黔西南布依族苗族自治州), Kiềm Đông Nam (黔东南苗族侗族自治州), Kiềm Nam (黔南布依族苗族自治州), Sở Hùng (楚雄彝族自治州), Hồng Hà (红河哈尼族彝族自治州), Văn Sơn (文山壮族苗族自治州), Tây Song Bản Nạp (西双版纳傣族自治州), Đại Lý (大理白族自治州), Đức Hoành (德宏傣族景颇族自治州), Nộ Giang (怒江傈僳族自治州), Địch Khánh (迪庆藏族自治州), Lâm Hạ (临夏回族自治州), Cam Nam (甘南藏族自治州), Hải Bắc (海北藏族自治州), Hoàng Nam (黄南藏族自治州), Hải Nam (海南藏族自治州), Golog (果洛藏族自治州), Ngọc Thụ (玉树藏族自治州), Hải Tây (海西蒙古族藏族自治州), Xương Cát (昌吉回族自治州), Bortala (博尔塔拉蒙古自治州), Bayingolin (巴音郭楞蒙古自治州), Kizilsu (克孜勒苏柯尔克孜自治州), Ili (伊犁哈萨克自治州)
- Minh: Hưng An (兴安盟), Xilin Gol (锡林郭勒盟), Alxa (阿拉善盟)